# Bataille de Stalingrad
Pour les articles homonymes, voir Stalingrad (homonymie).
Seconde Guerre mondiale
Batailles
Front de l’Est

Prémices :
- Campagne de Pologne
- Guerre d'Hiver

Guerre germano-soviétique :
- 1941 : l'invasion de l'URSS

- Opération Barbarossa

Front nord : 
- Guerre de Continuation
- Opération Silberfuchs
- Siège de Léningrad

Front central : 
- 2e bataille de Brest-Litovsk
- Bataille de Białystok–Minsk
- 1re bataille de Smolensk
- Bataille de Kiev

Front sud : 
- Siège d'Odessa
- Campagne de Crimée

- 1941-1942 : la contre-offensive soviétique

Front nord : 
- Poche de Demiansk
- Poche de Kholm

Front central : 
- Bataille de Moscou

Front sud : 
- Seconde bataille de Kharkov

- 1942-1943 : de Fall Blau à la 3e bataille de Kharkov

Front nord : 
- Offensive de Siniavino
- Opération Iskra
- Bataille de Krasny Bor
- Opération Poliarnaïa Zvezda

Front central : 
- Opération Mars

Front sud : 
- Bataille du Caucase (opération Fall Blau)
- Bataille de Stalingrad
- Opération Uranus
- Opération Saturne
- Offensive d'Ostrogojsk-Rossoch
- Offensive de Voronej-Kastornoe
- Opération Gallop
- Opération Étoile
- Troisième bataille de Kharkov

- 1943-1944 : libération de l'Ukraine et de la Biélorussie

Front central : 
- 2e bataille de Smolensk
- Opération Bagration

Front sud : 
- Bataille de Koursk
- Bataille du Dniepr
- Offensive Dniepr-Carpates
- Offensive de Crimée
- Offensive de Lvov-Sandomir

- 1944-1945 : campagnes d'Europe centrale et d'Allemagne

Allemagne : 
- Offensive Vistule-Oder
- Offensive de Poméranie orientale
- Siège de Breslau
- Offensive de Prusse-Orientale
- Bataille de Königsberg
- Bataille de Seelow
- Bataille de Bautzen
- Bataille de Berlin
- Capitulation allemande

Front nord et Finlande : 
- Guerre de Laponie
- Offensive Leningrad-Novgorod
- Bataille de Narva

Europe orientale : 
- Opération Margarethe
- Insurrection de Varsovie
- Soulèvement national slovaque
- Opération Panzerfaust
- Bataille de Budapest
- Opération Frühlingserwachen
- Offensive de Vienne
- Insurrection de Prague
- Offensive de Prague
- Bataille de Slivice

Front d’Europe de l’Ouest

Campagnes d'Afrique, du Moyen-Orient et de Méditerranée

Bataille de l’Atlantique

Guerre du Pacifique

Guerre sino-japonaise

Théâtre américain
La bataille de Stalingrad est la succession des combats qui, du 17 juillet 1942 au 2 février 1943, ont opposé les forces de l'URSS à celles du Troisième Reich et ses alliés pour le contrôle de la ville de Stalingrad.
Cette bataille s'est déroulée en quatre phases : l'approche de la ville par les armées de l’Axe de juillet à septembre 1942 ; les combats urbains pour son contrôle entre septembre et novembre 1942 ; la contre-offensive soviétique à partir de fin novembre ; l'encerclement, le blocus des troupes allemandes repliées dans des poches, en décembre 1942 et janvier 1943 pour aboutir à leur reddition les 31 janvier et 2 février 1943. L'ensemble des combats, dans et hors de la ville, ont tué ou blessé environ 1 130 000 soldats soviétiques, et (en y incluant les 244 000 prisonniers) fait perdre de l’ordre de 760 000 soldats aux troupes allemandes, roumaines, italiennes, hongroises et croates. En outre, le nombre de morts chez les civils soviétiques a été de l’ordre de 100 000. Si l’on cumule toutes ces pertes (morts, blessés, prisonniers), la bataille a provoqué en tout près de 2 millions de victimes.
Après la bataille de Moscou en décembre 1941, et avant la bataille de Koursk en juillet 1943, Stalingrad constitue, avec plus d'un million de soldats de l'Armée rouge engagés simultanément à la mi-novembre 1942, l'une des grandes défaites de l'armée allemande sur le front de l'Est et un tournant stratégique majeur de la Seconde Guerre mondiale, qui coïncide avec le débarquement sur le front de l'Ouest des 700 000 hommes de l'opération Torch en Afrique du Nord. La bataille de Stalingrad reste dans les mémoires pour l'ampleur des moyens déployés et des destructions, le nombre de victimes principalement militaires, les conditions hivernales rudes, la férocité de combats urbains qui ont aussi touché les civils, ainsi que pour ses impacts psychologiques et symboliques au moment de l’événement puis dans l'après-guerre.

## Résumé
Le 28 juin 1942, l'Allemagne lance sa deuxième grande offensive stratégique en URSS, l'opération Fall Blau, qui vise les champs de pétrole du Caucase. Pour protéger le flanc nord de l'offensive, le front doit s'appuyer sur les deux grands fleuves : le Don et la Volga. Stalingrad se trouve à l'endroit où la distance entre ces deux fleuves est la plus faible. De plus, la ville est un nœud de communications ferroviaire et fluvial important dont la prise couperait les principales voies de communication nord-sud : en particulier, une partie de l'aide américaine vers l'URSS passe par la Volga.
Voyant leurs troupes progresser plus vite que prévu, les Allemands décident de hâter leur offensive vers le Caucase, au sud, et de la mener en parallèle de leur offensive vers la Volga, à l'est. La priorité étant donnée au ravitaillement des troupes envoyées dans le Caucase, l'offensive vers Stalingrad est notablement affaiblie. Cela laisse le temps aux Soviétiques de se ressaisir : ceux-ci envoient de nombreux renforts pour empêcher l'Axe de s'emparer de ce point stratégique. Début août, ils montent une gigantesque contre-offensive blindée, qui échoue malgré les impressionnants moyens déployés. Cependant, leurs multiples offensives rendent la progression des Allemands beaucoup plus lente et coûteuse que prévu, et cette résistance soviétique sur l'axe de Stalingrad les oblige, pour continuer à progresser, à détourner des troupes de l'offensive en cours dans le Caucase. De plus, par manque de moyens, les Allemands laissent subsister quelques têtes de ponts à l'ouest du Don.
Le 23 août 1942, l'avant-garde allemande atteint le nord de Stalingrad. Les Soviétiques lancent de furieuses contre-attaques pour briser l'isolement de la ville, ces sanglantes « offensives de Kotlouban », qui durent jusqu'à fin septembre, échouent à rejoindre la ville et à isoler les corps d'armée allemands qui tiennent les bords de la Volga. Elles empêchent cependant ces troupes de participer à l'assaut contre la ville, qui commence le 13 septembre 1942 et permet aux Soviétiques de conserver le secteur des usines.
Fin septembre, le sud et le centre de la ville sont conquis. Stalingrad ne représente plus un objectif militaire aux yeux des stratèges allemands ; cependant la prise de la ville ayant été montée en épingle par la propagande, elle devient un objectif symbolique, ce qui pousse Hitler à commettre l’erreur de vouloir prendre la ville coûte que coûte. Staline de son côté ne souhaite sous aucun prétexte laisser la ville aux mains des troupes allemandes et interdit aux civils et aux soldats de quitter la ville.
Ne pouvant relever les troupes engagées dans les combats urbains, durant lesquels des divisions disparaissent en quelques semaines, les Allemands confient la garde de leurs flancs le long du Don à leurs alliés de l'Axe. À la même période, les Soviétiques prennent conscience que leurs offensives dans les abords immédiats de Stalingrad sont vouées à l'échec. Ils optent donc pour une nouvelle stratégie : déclencher une offensive plus large, à partir des têtes de pont laissées par les Allemands durant l'été et dont la garde a été confiée aux Roumains. La défense de la ville de Stalingrad, par la 62e armée du général Tchouïkov, devient donc un abcès de fixation qui focalise l'attention des troupes allemandes pendant que les Soviétiques concentrent progressivement de vastes unités à quelques centaines de kilomètres à l'ouest et au sud de la ville.
Début novembre, la VIe armée allemande du général Paulus a épuisé toutes ses réserves dans des combats de plus en plus durs pour prendre le contrôle du secteur des usines ; le commandement local allemand doit faire appel au groupe d'armées dont il dépend pour relever les unités engagées dans la ville, épuisées.
Le 19 novembre 1942, alors que les Allemands contrôlent 90 % de la ville, les Soviétiques mettent en œuvre leur nouvelle stratégie de contournement large de la ville et lancent par surprise leur contre-offensive, l'opération Uranus orchestrée par le général Joukov (commandant en chef adjoint de Staline). Les troupes roumaines sont écrasées en quelques jours, les Allemands n'ont aucune réserve capable d'arrêter les unités de blindés soviétiques. Le 23 novembre 1942, les troupes soviétiques du front du Sud-Ouest du général Vatoutine font leur jonction avec celle du front de Stalingrad du général Eremenko. Ils encerclent ainsi la VIe armée et la majeure partie de la 4. Panzerarmee du général Hoth, soit près de 300 000 hommes, entre le Don et la Volga. Hitler refuse, contre l'avis de ses généraux, d'abandonner Stalingrad pour rompre l'encerclement. Il est encouragé dans cette décision par une mauvaise estimation de la Luftwaffe, qui pense pouvoir ravitailler les assiégés par un pont aérien, et par Manstein, qui espère délivrer les troupes encerclées.
Le 9 décembre 1942, face à leurs difficultés à réduire localement la poche de Stalingrad, les Soviétiques détournent une partie des forces prévues pour l'opération Saturne et les envoient vers la ville. Le 12 décembre 1942, les Allemands lancent une opération de secours, plus faible que prévu, l'opération Wintergewitter, qui se heurte vite aux troupes soviétiques déployées dans le secteur. Le 24 décembre 1942, Wintergewitter, qui piétine à 50 km de la ville depuis plusieurs jours, est définitivement arrêtée, laissant les troupes assiégées sans espoir de secours.
Dès lors, pour l'état-major allemand, le siège de Stalingrad devient le moyen de fixer les sept armées du front du Don du général Rokossovski, alors que tout le front sud s'effondre et que le nœud de communication vital de Rostov-sur-le-Don est menacé. Les Soviétiques repartent à l'assaut de la « forteresse Stalingrad » le 10 janvier 1943. Regroupés dans deux poches, les défenseurs capitulent les 31 janvier et 2 février 1943.

## Contexte
À l’automne 1942, la bataille de Stalingrad se déroule dans un contexte où les deux adversaires sont obligés d'agir : l’Allemagne doit vaincre au plus vite avant l’entrée en scène des Américains sur le théâtre européen, l’URSS ne peut plus reculer sans risquer l’asphyxie économique. C’est justement ce que va chercher à obtenir l’Allemagne nazie en attaquant les ressources du sud du pays. Stalingrad n’est à l’origine qu’un objectif secondaire dans une des étapes du plan allemand, mais l’évolution de la campagne en fera à l’automne l’objectif principal, notamment pour des raisons symboliques.

### La situation stratégique globale
Le 22 juin 1941, l'Allemagne et ses alliés de l'Axe envahissent l'Union soviétique, avançant rapidement et profondément dans le territoire soviétique. Après avoir beaucoup souffert pendant l'été et l'automne 1941, les forces soviétiques contre-attaquent lors de la bataille de Moscou en décembre 1941. Les troupes allemandes épuisées, mal équipées pour une guerre hivernale et avec des lignes de ravitaillement étirées au maximum de leurs capacités, sont repoussées dans un premier temps puis stabilisent le front, de l’avis des nazis grâce au « Haltbefehl » de Hitler (l’interdiction de tout recul), ce qui jouera sans doute un rôle dans les décisions prises à Stalingrad.

#### Deux adversaires épuisés
Ces neuf premiers mois ont épuisé les deux adversaires : les pertes allemandes, de 1941 sont si grandes qu’après l’hiver la plupart des divisions de la Wehrmacht sont jugées inaptes à l’offensive,. Le manque de troupes est tel que l’Allemagne doit demander de l’aide à ses alliés de l'Axe pour tenir le front et dégager les moyens nécessaires à son offensive de l’été 1942,.
Côté soviétique, les pertes humaines ont été vingt fois plus importantes et la quasi-totalité du matériel a été mis hors d'usage ou détruit. Le potentiel économique a été fortement amoindri car près de la moitié du territoire soviétique en Europe et 80 millions d’habitants sont sous domination allemande. Le remplacement de l'équipement militaire est assuré par l'arrivée d'une aide anglo-américaine (passant par le corridor perse) au titre du prêt-bail, la remise en route des industries déplacées dans l’Oural et un effort de guerre sans précédent qui permet à l'URSS de produire plus d'armes que le Reich dès 1942. L’Armée rouge commence donc à se reconstruire, mais l’URSS ne peut plus se permettre les pertes humaines et territoriales subies en 1941, d'autant que ce résultat n'est obtenu qu'au prix d'énormes sacrifices par les civils et d'une asphyxie quasi totale du reste de l'économie.

#### Une course contre la montre
Depuis le 7 décembre 1941, les États-Unis sont entrés en guerre aux côtés des Alliés après l'attaque de Pearl Harbor par les Japonais suivie, quatre jours plus tard, de la déclaration de guerre par l'Allemagne et l'Italie. Adolf Hitler sait que le temps lui est compté s’il ne veut pas avoir à se battre sur deux fronts ; à l’inverse, Joseph Staline demande avec insistance l’ouverture d’un second front en Europe, mais il n’obtiendra le 8 juillet 1942 de Winston Churchill que l’assurance d’un débarquement américain en Afrique du Nord à l’automne : l’opération Torch.
À la grande déception de Staline, le second front en Europe ne s'ouvre donc pas en 1942. Cependant la large publicité qui en est faite par la presse alliée et des débarquements éphémères entretiennent les craintes d'Hitler qui maintient à l'ouest un grand nombre d'unités, d'autant qu'il est persuadé que l'effondrement de l'URSS, qui se dessine à l'été 1942, incitera les Alliés à débarquer au plus tôt, avant que le Reich ne puisse retourner toutes ses forces à l'ouest.

### La campagne de 1942

#### Les échecs soviétiques du printemps 1942
Après les succès de l’hiver 1941-1942, l’Armée rouge subit de nombreux revers au printemps et plus encore durant l’été 1942 (seconde bataille de Kharkov, prise de la péninsule de Kertch, destruction de la 5e armée de tanks lors de la bataille de Voronej, prise de Sébastopol) qui la font passer d’un relatif optimisme à un franc pessimisme avec la prise de Rostov par les Allemands.
Ces échecs confortent les Allemands dans leur vision de l'adversaire, car ils découlent de la persistance des faiblesses typiques de l’Armée rouge au début de la guerre :
- manque de préparation et, de ce fait, manque de concentration des moyens ;
- manque de coordination entre les fronts ;
- mauvaise gestion des communications (en partie due au manque de matériel radio) ;
- mauvaise coordination entre les blindés, l’artillerie et l’aviation ;
- lourdeurs et contradictions du double commandement politique et militaire ;
- mauvaise manœuvre des unités blindées ;
- manque d’aviation ;
- mauvais encadrement, car bien des officiers généraux avaient été envoyés dans les goulags pendant les grandes purges staliniennes de 1938. Certains sont rappelés en catastrophe à la suite des premières défaites de l'Armée rouge.

Une grande partie de ces défauts seront corrigés durant la première partie de la bataille de Stalingrad, ce qui permettra le succès de l'offensive soviétique autour de la ville, et induira la mauvaise interprétation de la situation par les Allemands qui n'anticipent pas l'évolution de leur adversaire.
Pourtant, des changements sont perceptibles dès l'été 1942, puisque, contrairement à 1941, l'Armée rouge bat en retraite plutôt que de se laisser encercler, limitant ainsi ses pertes en hommes et en matériel. De plus, elle fait preuve d’une indéniable ténacité dans la défense en milieu urbain, notamment à Sébastopol, ce à quoi la propagande donne un large écho, mettant en valeur le courage et l’esprit de sacrifice des combattants soviétiques.

#### L’offensive allemande de l’été 1942
N’étant plus en état de reprendre une offensive générale, l'Oberkommando der Wehrmacht (OKW en abrégé — Haut Commandement allemand) choisit de concentrer ses moyens sur un front plus réduit que l’année précédente. Fidèle à la philosophie militaire allemande voulant que, dans l'espoir de gains rapides, l'attaque se fasse là où elle est le moins prévisible, les plans pour lancer une autre offensive contre Moscou sont rejetés.
L’option retenue par les Allemands pour l’offensive d’été 1942 est donc le plan bleu : une attaque dans le sud de l'Union soviétique ayant pour principal objectif le pétrole du Caucase.

##### Le plan initial
La « directive 41 » du 5 avril 1942 choisit comme plan initial une attaque qui se développe en quatre phases déplaçant le front du Donetz vers le Don (200 km à l’est) et se déclenchant séquentiellement, du nord vers le sud.
La troisième phase doit voir dans le secteur de Stalingrad la jonction des forces attaquant vers le sud-est en longeant le Don depuis Voronej avec celles attaquant vers l'est depuis Taganrog sur les côtes de la mer Noire. Il est précisé qu'il faut « essayer d'atteindre Stalingrad même, ou tout au moins de placer cette ville dans le rayon de nos armes lourdes, afin qu'elle disparaisse en tant que centre d'armement et nœud de communication ».
Cela permettra de protéger le front nord de la dernière phase de l’offensive, prévue initialement pour le 15 septembre et dirigée plein sud, vers le Caucase, avec pour objectifs principaux les champs pétrolifères de Maïkop, Grozny et Bakou.
Le plan bleu vise une victoire par attrition contre l’Union soviétique : il s’agit de détruire son potentiel militaire lors des trois premières phases, puis, son potentiel économique, en prenant possession d’importantes régions industrielles, minières et agricoles : le Donbass, le Kouban et le Caucase, ainsi que par la rupture du ravitaillement de l'URSS par les alliés occidentaux dont une partie « importante » transite par le Caucase.

##### Des modifications non négligeables

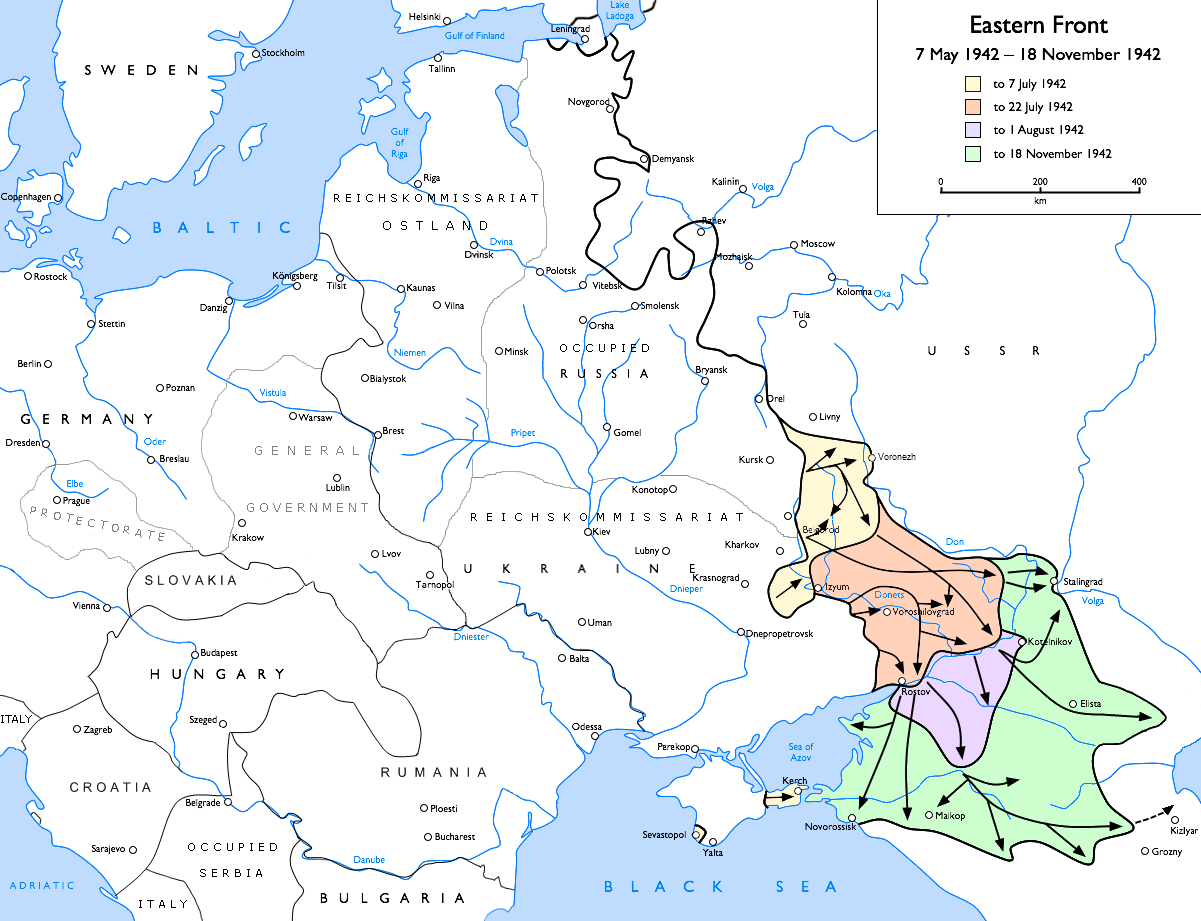
Opération Blau : avancées allemandes du 7 mai 1942- au 18 novembre 1942.

Après des succès initiaux qui voient les Allemands percer les défenses ennemies, les Soviétiques se dérobent et peu de leurs unités sont ainsi encerclées alors que l'objectif de cette phase était essentiellement l'anéantissement des forces soviétiques. Toutefois, Hitler estime dans sa directive no 45 que « les objectifs éloignés […] ont été en général atteints ». En effet, il interprète cet échec comme l'écroulement de l'Armée rouge qui n'a plus d'autre choix que le recul, ce qui lui fait dire que « les Russes sont finis ! » Fort de ce constat, il décide alors de modifier le déroulement des opérations :
- les phases III et IV auront lieu simultanément et non successivement. Ainsi, en plus de poursuivre leurs opérations vers Stalingrad, les Allemands vont entamer celles vers le Caucase et la mer Noire sans attendre la fin des premières (directive no 45 datée du 23 juillet 1942)[17] ;
- de plus, par cette même « directive no 45 », Hitler donne pour la première fois l'ordre de prendre la ville de Stalingrad, ainsi que de bloquer la Volga[17] ;
- toujours selon cette directive, l'ensemble de la XIe Armée, qui vient de s'emparer de la Crimée, devait aider à la prise des ports sur la mer Noire[17]. Mais Hitler envoie finalement une partie de celle-ci au nord afin de s'emparer de Léningrad[18],[19] (opération Nordlicht). De la même manière, il redirige au cours de l'été plusieurs divisions d'élite participant à l'offensive vers d'autres secteurs de l'URSS ou la France[o].

Toutes ces décisions, se fondant sur la présumée déroute de l'Armée rouge, affaiblissent les moyens affectés à chaque mission et envoient les troupes sur des axes divergents, ce qui les empêche de se soutenir sur le plan militaire et logistique et disperse le soutien de la Luftwaffe. Si les difficultés de l'Armée rouge sont bien réelles, Hitler, selon l'auteur Hervé Borg, « donne à l'Armée rouge une chance de se ressaisir ».
À ces décisions stratégiquement malavisées vont s'ajouter des errements opérationnels : la IVe Panzerarmee doit, depuis la directive no 45, participer à la progression vers le Caucase, laissant la seule VIe Armée prendre Stalingrad ; de plus, cette dernière manque en juillet, du carburant qui est envoyé aux armées de la Heeresgruppe A, priorité étant donnée aux opérations vers le Caucase. À la fin juillet, le commandant de la VIe Armée, Friedrich Paulus, comprend que sa mission est impossible avec ses seuls moyens ; Hitler déroute alors vers Stalingrad la IVe Panzerarmee qui vient pourtant d'établir des têtes de pont sur le Don. Il ne reste alors que deux armées (Ire Panzerarmee et XVIIe armée) à opérer dans le Caucase, ce qui ne sera pas suffisant.

##### Bilan du plan bleu
Après des succès initiaux foudroyants sur le plan territorial, les premières difficultés surviennent au mois d’août. En septembre, les forces de l’Axe sont bloquées devant les ports de la mer Noire, ce qui les empêche de se ravitailler par cette voie ; Maïkop est prise, mais les puits de pétrole ont été détruits par les Soviétiques et restent sous la menace ennemie ; l’avance vers Grozny et Bakou est stoppée, ce qui oblige à repousser leur conquête à 1943. Le 6 septembre 1942, le chef de la Heeresgruppe A (Wilhelm List), qui mène toutes ces opérations, annonce qu'il ne peut plus avancer. À la Heeresgruppe B, devant Stalingrad, l'avance s'est considérablement ralentie au mois d'août du fait des changements opérationnels du haut commandement (voir le déroulement de la bataille ci-dessous et « des modifications non négligeables ») ; néanmoins les Allemands espèrent encore prendre la ville rapidement.
Ce ne sera pas le cas : l'avance dans la ville sera particulièrement lente. Il apparaît donc, dès octobre 1942, que le plan bleu est un échec sur le plan opérationnel : aucun de ses objectifs n'est atteint. Un des effets de cet échec sera le renforcement de l’hyper-centralisation de la conduite des opérations autour de Hitler, qui s'isole de plus en plus et perd un peu plus confiance en ses généraux.

### Stalingrad: verrou sur la route du Caucase et ville symbole

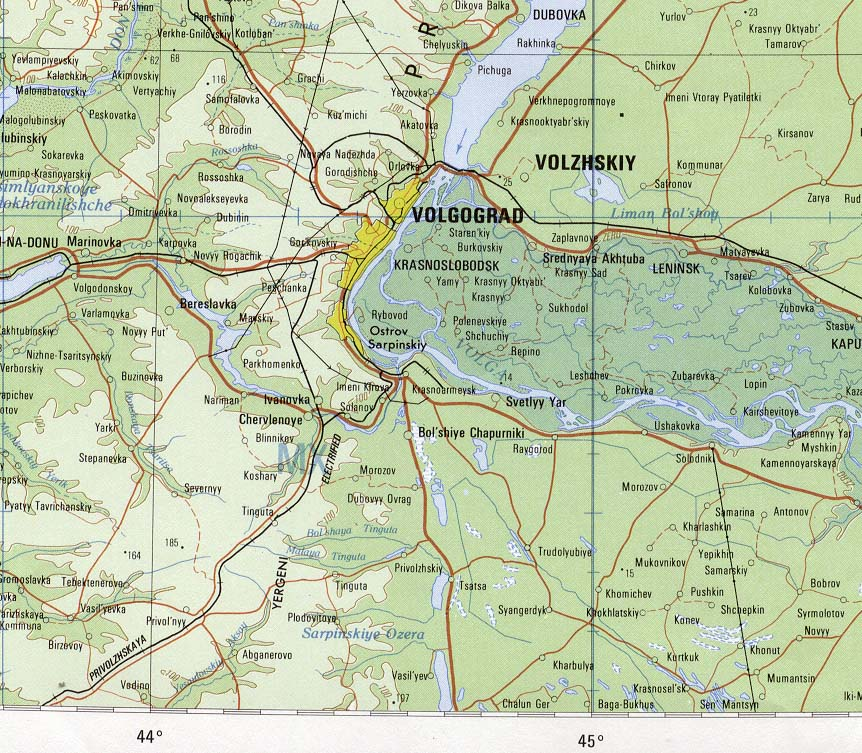
Environs de Volgograd (carte datant de 1979).

« Le destin du Caucase se décide à Stalingrad », Alfred Jodl, 30 juillet 1942.

#### Enjeux stratégiques
Ce territoire comprend de grosses industries comme l'usine de tracteurs de Stalingrad (ou STZ pour Stalingradski Traktorny Zavod) reconvertie à la production de chars T-34, l'usine d'armement Barrikady (Barricade) ainsi que le complexe métallurgique Octobre rouge.
La Volga est une très importante voie de transport depuis l'Asie centrale. Elle permet l'approvisionnement en pétrole et carburant en provenance de Bakou ainsi qu'en munitions et en nourriture envoyées par les Alliés depuis le golfe Persique à travers l'Iran (corridor perse) et l'Azerbaïdjan soviétique le long de la Volga.
Stalingrad est aussi un nœud de communications ferroviaires : les seules lignes à fort tonnage reliant encore le Caucase au reste du pays passent par Stalingrad, elles sont indispensables à l'envoi de renforts depuis Moscou et la Sibérie ; c'est donc une articulation importante de l'organisation militaire soviétique.
De plus, l'espion soviétique au Japon Richard Sorge a informé Moscou du fait que le Japon attaquerait l'URSS dès que l'armée allemande aurait pris une quelconque ville sur la Volga : en effet, l'approvisionnement allié provenant des routes d'Iran coupé, l'URSS serait asphyxiée s'il ne lui restait que le port de Mourmansk (à la merci des cuirassés allemands stationnés dans les ports de Norvège).
À partir de la mi-septembre, voyant la résistance inattendue de la ville, la Stavka décide d’en faire le point de fixation pour un grand encerclement. Il faut dès lors que la ville tienne le temps que les forces nécessaires à la contre-offensive arrivent.

#### Enjeux symboliques
Stalingrad a longtemps été une ville frontière ; elle demeure dans l’imaginaire russe « la dernière ville du monde russe » ; au-delà s’étend le Kazakhstan à l’est et le Caucase au sud.
Selon l’épopée révolutionnaire soviétique, c’est là, à Tsaritsyne, que durant la guerre civile le commissaire politique Staline a repoussé les Russes blancs et sauvé Moscou de la famine même si, dans les faits, il n’a eu qu’un rôle militaire mineur. C'est cette réputation surfaite qui a induit le changement de nom de la ville, devenue Stalingrad en 1925.
Depuis le 28 juillet 1942, Staline, par l'ordre no 227, a de nouveau interdit toute retraite, lançant le mot d'ordre « Ni shagou nazad » (« Pas un pas en arrière »). Ce texte, lu à toutes les troupes, dépeint dans son introduction de façon réaliste l'état militaire et économique de l'URSS, loin des clichés de la propagande ; chaque soldat soviétique sait donc qu'il se bat pour la survie d'un pays au bord du gouffre.
Début septembre, avec l'échec du plan bleu dans le Caucase, prendre Stalingrad est la seule victoire d’importance que la propagande du Reich peut encore espérer , d'autant qu'au même moment la dernière offensive de l'Axe à El-Alamein échoue de nouveau, que l'offensive sur Leningrad a dû être ajournée. En septembre 1942, il n'y a ainsi plus qu'à Stalingrad que la victoire semble possible aux Allemands.
Après les premières semaines de résistance, tous les journaux du monde suivent le déroulement de la bataille. C’est un sujet que la propagande des deux camps ne peut ignorer, la pression médiatique fait à elle seule de la ville un enjeu symbolique.
Ces éléments contribuent à faire de cette bataille un point de cristallisation des deux armées qui y jettent toutes leurs forces. C'est une guerre totale, une guerre idéologique, symbolique, économique et militaire qui mobilise les deux pays tout entiers.

## Déroulement de la bataille

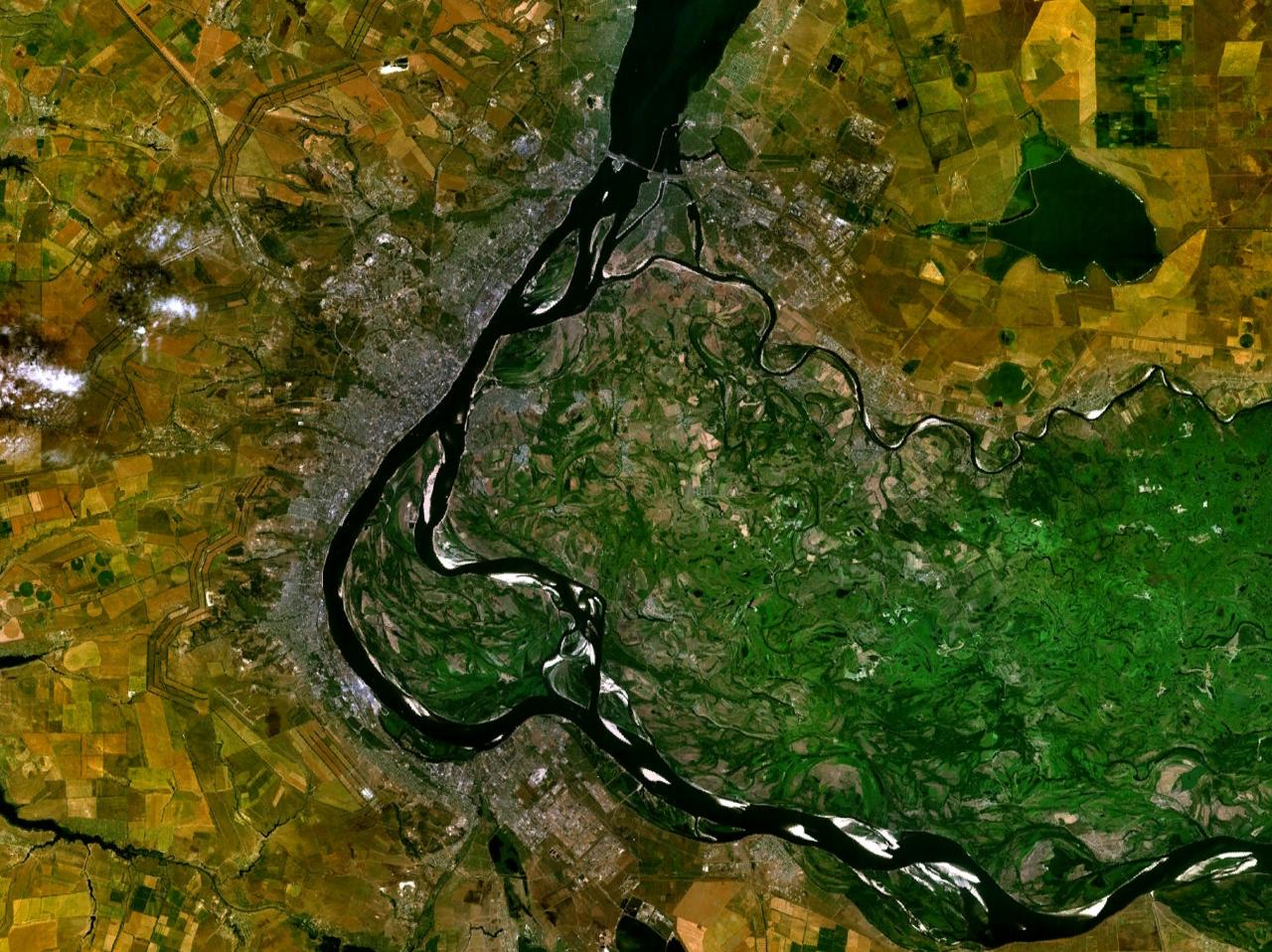
Vue satellite. De nos jours, Stalingrad s'appelle Volgograd.

La bataille de Stalingrad s’étale sur six mois entre le 17 juillet 1942 et le 2 février 1943. On peut la diviser en cinq phases principales :
- l’avancée allemande vers la ville (juillet-août 1942) ;
- l’attaque allemande de la ville (19 août-19 novembre 1942) ;
- la contre-offensive soviétique qui encercle les Allemands dans la ville qu’ils avaient presque conquise (19 au 23 novembre 1942) ;
- la reconquête de la ville par les Soviétiques jusqu'à la capitulation des troupes de l'Axe assiégées (23 novembre 1942-2 février 1943) ;
- le maréchal Paulus, commandant de l'armée allemande, capitule ; 95 000 soldats allemands sont faits prisonniers (2 février 1943).

À ces faits, on ajoute en général les opérations qui se déroulent à l'ouest de la ville jusqu'à sa reconquête : l’opération de secours allemande pour briser l’encerclement et l’extension de l’offensive soviétique dans le secteur Don – Donetz (l'opération Saturne, l'offensive Ostrogojsk-Rossoch et la bataille de Voronej).

### L’avancée allemande vers la ville

#### Contexte
À la suite des deux premières phases du plan bleu, la retraite des troupes soviétiques du front du Sud-Ouest tourne à la débandade. Pour protéger le nœud de communication vital qu’est Stalingrad, la Stavka forme le 12 juillet 1942 le front de Stalingrad, dirigé par le général Gordov, auquel sont attribuées trois armées de réserve inexpérimentées : les 62e, 63e et 64e armées.
La VIe Armée allemande, commandée par le général Paulus, a pour mission d'atteindre la Volga dans la région de Stalingrad, puis d'obliquer vers le sud, vers Astrakhan (opération Fischreiher). Elle est réputée être la plus puissante des armées allemandes, mais elle est affaiblie par la priorité donnée à la prise de Rostov puis à l’opération Edelweiss : elle souffre de graves problèmes de ravitaillement tant pour le carburant, que pour la nourriture et une partie de ses corps blindés lui a été retirée,. Elle avance donc vers l’est au rythme de son infanterie.
Elle rencontre les forces du front de Stalingrad aux alentours du 17 juillet 1942 dans la boucle du Don où les Soviétiques tentent de la stopper ; mais la rive ouest du fleuve ne s'élève qu'à une hauteur de 100 m, ce qui ne lui confère qu’une très médiocre valeur défensive[pas clair].

#### Rapport de forces
Il est à noter que les divisions soviétiques ne sont pas à effectif complet et qu’elles sont en cours de transport pendant le mois de juillet. Elles ont notamment très peu d’armes antichars et antiaériennes déployées. L’avantage, déjà en faveur des Allemands sur le papier, est donc encore plus net sur le terrain.
| -      | Reich allemand | Union soviétique |
| ------ | -------------- | ---------------- |
| Hommes | 250 000        | 180 000          |
| Canons | 7 500          | 7 900            |
| Chars  | 740            | 360              |
| Avions | 600            | 200              |

Les deux camps seront renforcés pendant les mois d’été, les Allemands par l’arrivée de corps alliés et les Soviétiques par l’arrivée des réserves de la Stavka.

#### Mise à contribution des civils
Dès le printemps, une campagne de recrutement a lieu auprès des femmes de Stalingrad pour servir dans les batteries aériennes de la ville qui se trouveront ainsi pour beaucoup servies par des jeunes recrues féminines, souvent du Komsomol, peu expérimentées mais motivées et déterminées.
Au cours de l'été, tous les civils de la région entre 16 et 65 ans sont réquisitionnés et supervisés par les comités de quartier du parti communiste pour des travaux défensifs (fossés antichars, tranchées, terrassements…), ceux qui refusent de s'y soumettre sont considérés comme « déserteurs ». Les plus jeunes participent également sous la direction de leurs professeurs. À la fin du mois d'août, quatre lignes défensives ont pu ainsi être élevées à l'extérieur de la ville, en revanche dans Stalingrad même les travaux démarrent seulement, avec 25 % des ouvrages planifiés terminés à la mi-septembre. Les ouvriers des usines de la ville reçoivent quant à eux un entraînement militaire. Des « brigades spéciales » contrôlées par la 10e division du NKVD sont levées parmi les travailleurs, sauf ceux de l'armement. Faute d'armes disponibles en nombre, certains hommes au combat doivent attendre qu'un de leurs compagnons soit touché pour récupérer son arme. Un « bataillon cuirassé » de volontaires est formé, réceptionnant à leur sortie d'usine les chars T-34, dépourvus de peinture et d'optiques de visée, pour les engager immédiatement.

#### Déroulement des opérations

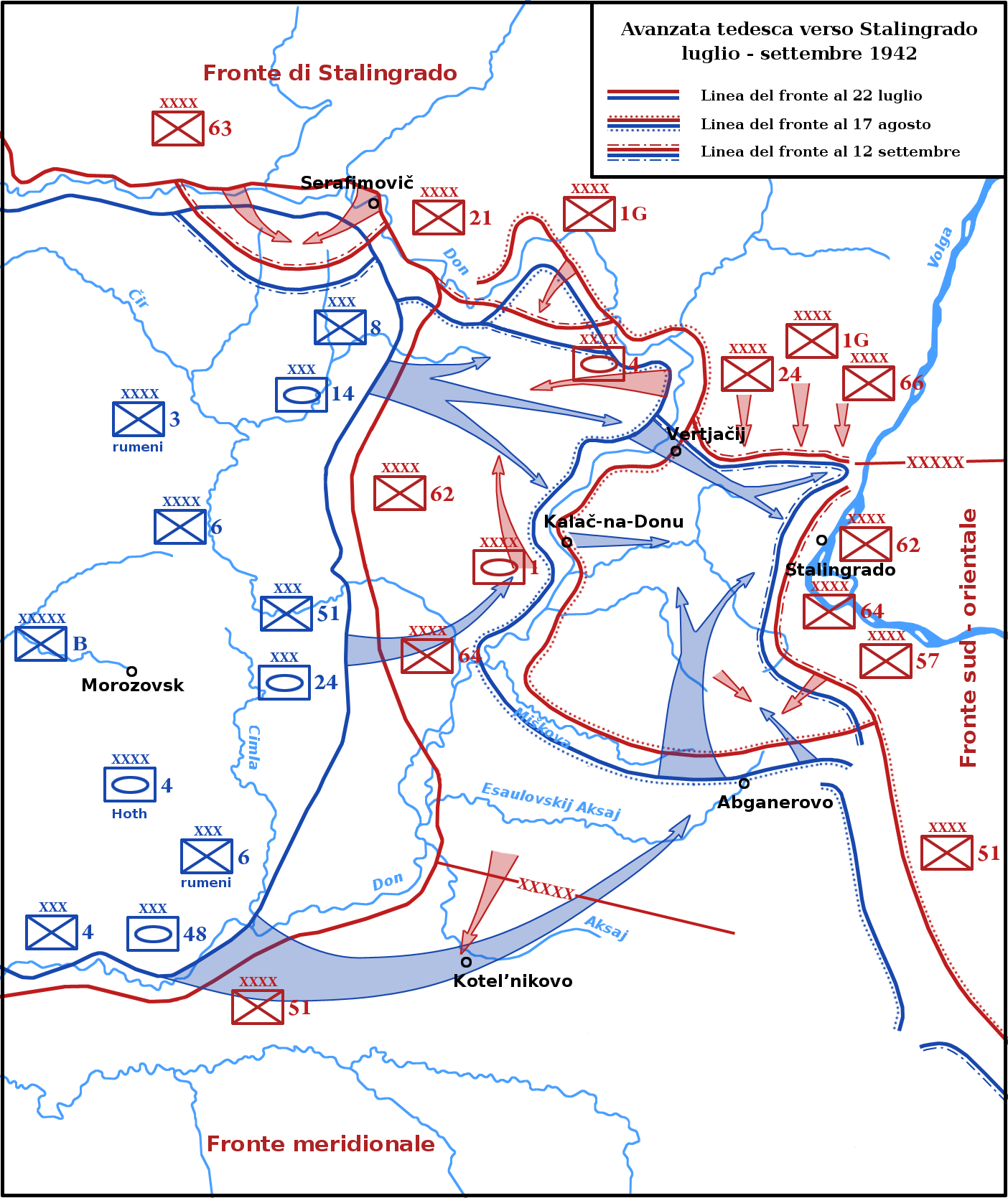
Offensive allemande vers Stalingrad juillet 1942--septembre 1942- (carte italienne).

##### Bataille dans la boucle du Don (17 juillet-20 août)
Grâce notamment à un puissant support de la Luftwaffe, Paulus réussit à s’emparer de la quasi-totalité de la boucle du Don, malgré des problèmes de ravitaillement qui le stoppent à nouveau les 27 et 28 juillet.
La VIe Armée, par une série d’encerclements, détruit presque entièrement la 62e armée soviétique ainsi que les 1re et 4e armées blindées, envoyées dans une contre-attaque montée à la hâte qui échouera comme les offensives soviétiques du printemps.
La 62e armée est ainsi détruite plusieurs fois, puisqu'elle ne doit sa survie, en tant qu’unité, qu’à un renforcement régulier par les réserves mises à disposition d’Eremenko, qui devient le supérieur de Gordov à partir du 6 août 1942.
Cependant l'arrivée de la 1re armée de la garde permet aux Soviétiques de conserver puis d'agrandir une tête de pont dans la région de Kremskaïa, puis une contre-attaque au confluent du Don et du Khoper, à Serafimovitch le 19 août, sur les arrières de la VIe Armée, à la charnière avec la VIIIe armée italienne, obligera Paulus à laisser deux têtes de pont soviétiques sur la rive droite du Don.

##### Enlisement de l’attaque au sud (3 août-26 août)

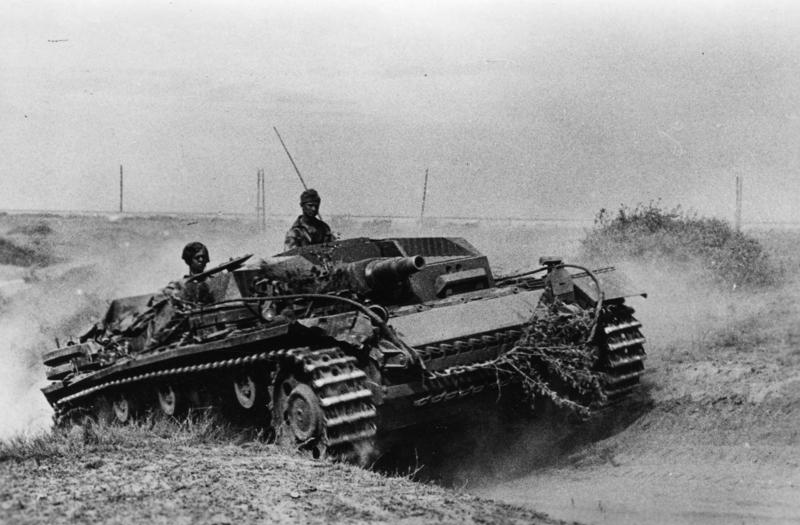
StuG III lancé à l'assaut de Stalingrad en septembre 1942.

À partir du 3 août 1942, la 4. Panzerarmee de Hoth,, attaque à son tour depuis Kotelnikovo, au sud-ouest de la ville, dans un secteur du front quasi vide de troupes. Après une avancée initiale rapide, elle est stoppée à partir du 10 août à une cinquantaine de kilomètres de la ville par les 57e et 64e armées du front du Sud-Est renforcées par sept divisions sibériennes, sur une des lignes de défense aménagées autour de Stalingrad.

##### Isolement de la ville par le nord (23 au 30 août)
Depuis le nord de la boucle du Don, où ses troupes sont massées à la suite de la réduction de la tête de pont de Kremskaia, Paulus fait traverser le fleuve à ses unités blindées aux alentours du village de Vertiatchi (en russe : Вертячий), conquis le 21 août, où il a pu faire construire deux ponts de bateaux. Le XIV. Panzerkorps est lancé à l’attaque le 23 août, avec un soutien massif de la Luftwaffe (voir plus bas : Le rôle de la Luftwaffe et le bombardement du 23 août) ; il file droit vers les faubourgs nord de Stalingrad et atteint la Volga à Rynok, à l'extrémité des faubourgs de Stalingrad, après avoir parcouru 55 km en douze heures.
Une fois passée la première ligne de défense, les chars allemands n’avaient plus à faire face « qu’à des batteries servies par des civils, souvent des femmes ».
Les quatre lignes de défense aménagées par les Soviétiques sont percées d’un seul élan. Cependant, l’avant-garde allemande est mise en position périlleuse, car l’infanterie est en retard sur les blindés et les Soviétiques contre-attaquent violemment, jetant dans la bataille tous les moyens à leur disposition jusqu'à la milice ouvrière et aux chars tout juste sortis des usines.
La situation est si critique qu'elle crée des tensions dans le commandement allemand. Voyant sa XIV. Panzerdivision coupée de tout ravitaillement, malgré une tentative de parachutage, le général Hube prépare un repli vers l'ouest en opposition directe avec les ordres de Paulus et d'Hitler. L'ordre de Hube ne sera pas mis à exécution mais il sera une des causes de renvoi de son supérieur, le général von Wietersheim, qui avait soutenu la décision de Hube,.

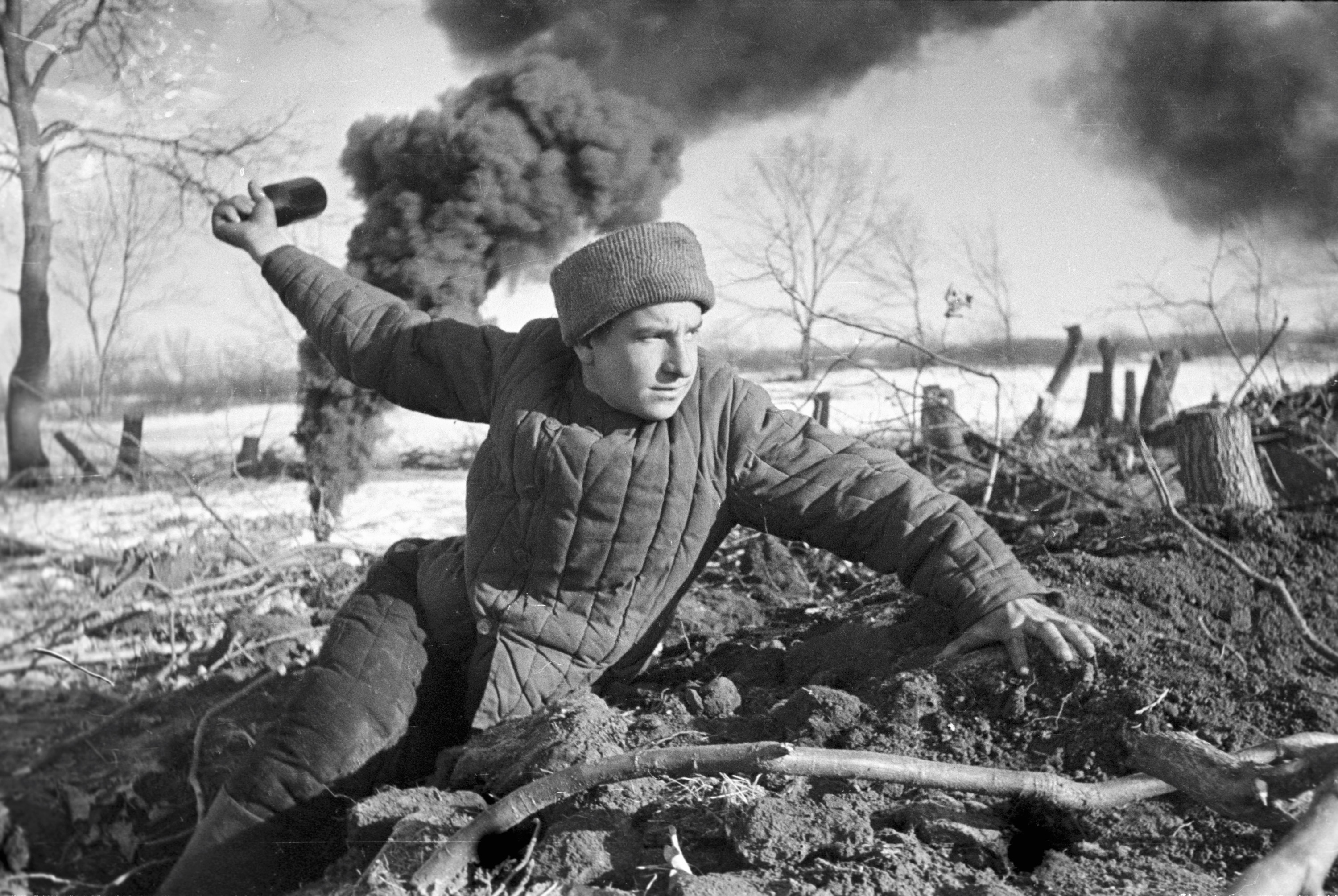
Soldat de l'Armée rouge s'apprêtant à lancer une grenade. Photo prise le 1er septembre 1942.

À partir du 3 septembre 1942, les attaques soviétiques contre la VIe Armée sont relayées au nord par la montée en ligne de trois armées de réserve envoyées par la Stavka. Cependant cette première offensive de Kotlouban, organisée à la hâte à la demande pressante de Staline, sur un terrain très défavorable, échoue complètement, ne réussissant ni à rejoindre la 62e armée dans Stalingrad, ni à isoler le XIV. Panzerkorps. Elle est finalement arrêtée par le commandement soviétique le 10 septembre, laissant les Allemands border la Volga sur près de 15 km de Rynok au sud d’Erzovka. Ces contre-attaques sanglantes auront cependant des conséquences importantes sur la suite de la bataille : elles repoussent les Allemands hors des faubourgs nord de Stalingrad (Spartakovka et Rynok) et empêchent toute attaque sur le nord de la ville (l'usine de tracteurs) durant les premières semaines. La conquête de ces quartiers, quelques semaines plus tard, sera l'un des combats les plus durs que devra mener la VIe Armée dans la ville.

##### Encerclement par le sud (29 août-10 septembre)
Au sud, la IV. Panzerarmee est arrêtée par un réseau défensif aménagé par les Soviétiques dans la zone vallonnée qui s’étend entre Abganerovo (en russe : Абганерово) et Krasnoarmeysk (en russe : Красноармейск). Incapable de s’en emparer après plus de deux semaines de combats, Hoth fait retirer ses panzers de nuit pour les faire attaquer 50 km au nord-ouest à Zety où il réussit enfin à percer le 29 août.
Le 30 août 1942, la IV. Panzerarmee de Hoth et la VIe Armée de Paulus ne sont plus qu’à 15 km l’une de l’autre ; les 80 000 hommes des 62e et 64e armées soviétiques qui affrontent la 71e division allemande dans la région de Kalatch, 80 km à l’ouest de la ville, sont dès lors menacées d’encerclement. Eremenko, les fait promptement décrocher ; le 2 septembre,, quand les armées allemandes font leur jonction, le gros des troupes a pu être évacué ; mais beaucoup de matériel a dû être abandonné.
Lopatine, chef de la 62e armée réfugiée dans Stalingrad, juge la ville indéfendable. Ce dernier avis ajouté à ses défaites de l’été lui vaudra d’être remplacé par son adjoint Krylov, à titre temporaire, puis par Vassili Tchouïkov à partir du 12 septembre.

#### Le rôle de la Luftwaffe et le bombardement du 23 août

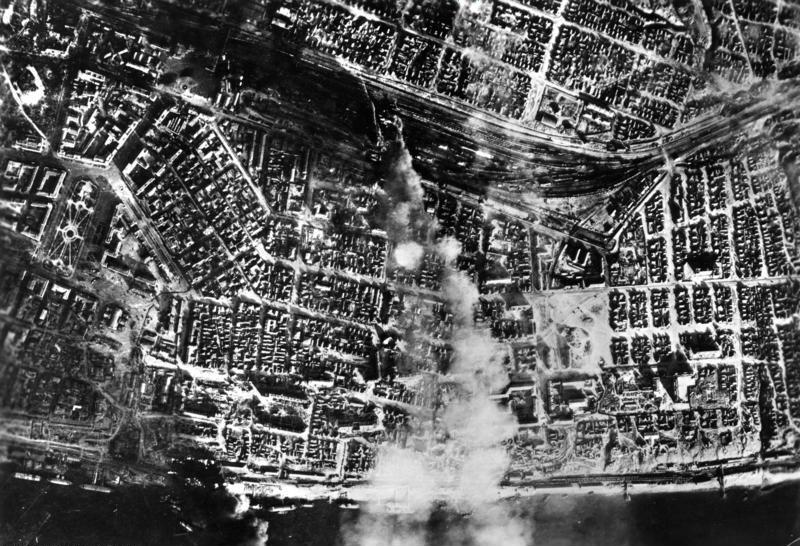
Bombardement de la gare de Stalingrad.

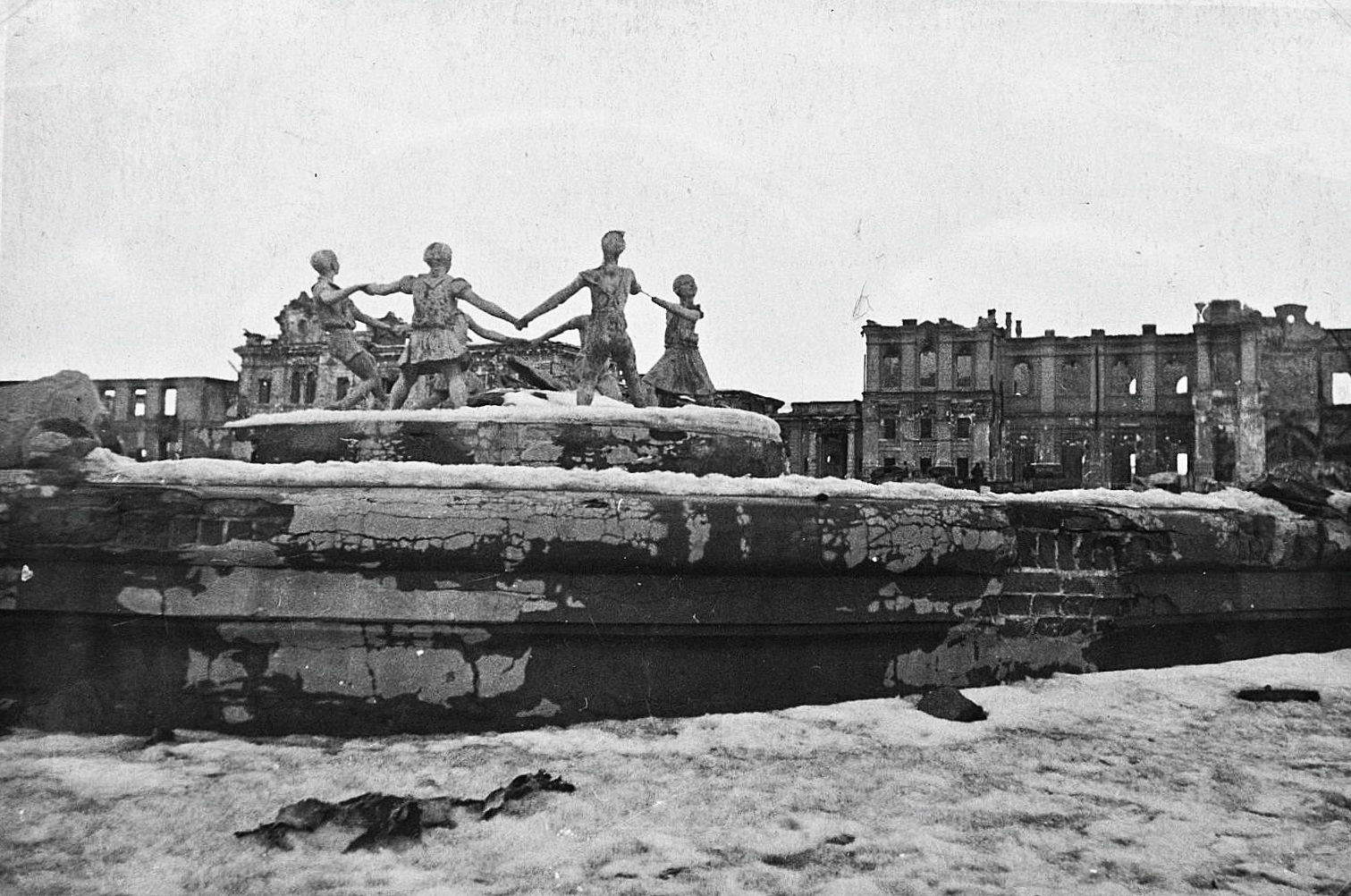
La fontaine Barmaleï après le bombardement du 23 août 1942.

La couverture aérienne de la VIe Armée est assurée par le VIII. Fliegerkorps commandé par Martin Fiebig qui est la principale composante de la Luftflotte 4, du Generaloberst Wolfram von Richthofen.
Son intervention sur la ville de Stalingrad commence le 23 août 1942, jour où les Allemands atteignent la ville au nord, par un raid de terreur visant la population civile. C'est le bombardement de ce type le plus massif sur le front de l'Est. La Luftwaffe totalise 1 600 sorties et 1 000 t de bombes larguées dans la journée en soutien des troupes au sol, jusqu'à un dernier raid, qui lui vise Stalingrad alors que « dans la ville il n'y avait presque pas de troupes ». Le raid regroupe environ six cents appareils et cause une véritable tempête de feu. Il détruit environ 80 % de l'espace habitable de la ville. Il est suivi d'autres raids sur la ville avant que la bataille n'y commence réellement : le 25 août un second bombardement d'ampleur vise ainsi une nouvelle fois la population civile,, suivi d'autres attaques contre les installations industrielles jusqu'au 6 septembre. Le moral des défenseurs n'a néanmoins pas été atteint et la ville en ruines va s'avérer être pour eux un champ de bataille idéal.
Staline ayant refusé de les laisser quitter la ville, 600 000 civils sont encore présents à Stalingrad, et en une semaine 40 000 d'entre eux sont tués par les bombardements. Après celui du 25 août, les femmes et les enfants sont finalement autorisés à évacuer la ville pour la rive orientale de la Volga, mais les moyens mis à disposition par le NKVD pour franchir le fleuve manquent, ces moyens étant essentiellement utilisés à des fins militaires et d'évacuation des blessés.
Durant toute la bataille, la Luftwaffe joue un rôle de premier plan : entre juillet et novembre, ses attaques concentrent environ la moitié de l'activité aérienne de tout le front de l'Est (66 000 des 133 000 sorties), et vont crescendo de juillet à novembre : en juillet 2 425 sorties ; en août 14 018 ; en septembre 16 754 ; en octobre 25 229 ; en novembre 7 575. Les sorties sur Stalingrad sont interrompues à partir du 19 novembre, jour de la contre-offensive soviétique.
Cependant, l'augmentation de l'activité de la Luftwaffe sur Stalingrad ne s'obtient qu'en y concentrant les efforts au détriment des autres parties du front. En effet, le nombre d'appareils disponibles chute dramatiquement dès le début de la campagne : il passe de 1 155 en juin à 516 à la mi-septembre et ne remonte jamais vraiment malgré les efforts de renforcement. Aussi, quand la Luftwaffe doit intervenir sur d'autres secteurs, notamment pour contrer les attaques sur le flanc nord de la VIe Armée, le ciel de Stalingrad se vide-t-il des avions allemands.
L'appauvrissement du bouclier aérien est plus sensible encore en novembre quand une partie des escadrilles sont envoyées vers le front centre et vers l'Afrique du Nord, ainsi que pour des missions de bombardement des regroupements soviétiques détectés dans les têtes de pont de Kletskaia et Serafimovitch. Cette diminution tient pour beaucoup à l'usure du matériel sollicité à l'extrême sur un front très large : ce sont les mêmes unités qui couvrent tout le front sud, de Stalingrad au Caucase ; de plus, la Luftwaffe manque de tout : d'avions de remplacement, de mécaniciens, de pièces détachées.
Malgré ces difficultés, la Luftwaffe est maîtresse du ciel de Stalingrad le jour ; sa présence interdit toute traversée de la Volga et son intervention stoppe net plusieurs offensives de Tchouïkov, obligeant les Soviétiques à n'opérer que de nuit.
L'absence de chasse de nuit incite les Soviétiques à concentrer leurs efforts sur les unités de bombardement nocturne (dont les fameuses unités féminines Nachthexen, les « sorcières de la nuit ») au point que, début octobre, les bombardiers de nuit Polikarpov Po-2 représentent plus de 40 % des appareils de la 8e armée aérienne, responsable du secteur de Stalingrad.

#### Bilan

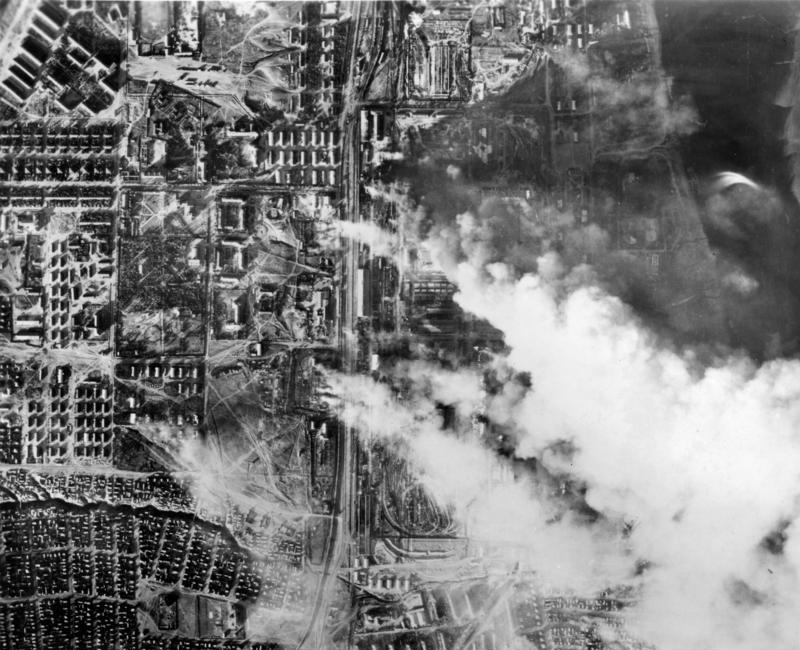
Bombardement aérien de la ville ; photo prise de la soute d'un bombardier de la Luftwaffe en septembre 1942.

À partir du 10 septembre 1942, date à laquelle la situation est stabilisée sur l’aile nord de la VIe armée, le groupe d’armées B a atteint l’objectif qui lui était fixé par la directive 41 (le plan initial de l'opération Fall Blau) :
- l’isthme Don-Volga est barré ;
- le trafic le long du fleuve est interrompu ;
- la ville, qui a été ravagée par les raids de la Luftwaffe, a perdu son potentiel industriel ;
- les pertes infligées à l’Armée rouge sont considérables : plus de 300 000 soldats ont été mis hors de combat, 1 000 chars ont été détruits[ap], 88 700 hommes ont été faits prisonniers, 750 canons ont été capturés[71] et 650 avions ont été abattus[72].

La ville est isolée, elle n’est défendue que par les restes de deux armées qui ont laissé le gros de leur matériel dans une retraite précipitée et ne peuvent plus être ravitaillées que par bateaux.
La tentative soviétique pour bloquer l’avance allemande et protéger leur ligne de communication principale vers le Caucase a donc échoué.
Cependant, dans une campagne où le temps est un élément crucial, les Soviétiques ont réussi à ralentir l'avancée allemande. Le renforcement constant de leur défense et leurs contre-attaques régulières ont transformé ce qui devait être la saisie de la ville en un bond en une succession d'offensives, victorieuses mais épuisantes, et la progression de la VIe Armée n'a pu être maintenue qu'au prix d'un renforcement régulier au détriment de l'offensive dans le Caucase.
De plus, à la suite du déblocage des réserves qui devaient protéger Moscou, d’importantes troupes sont massées au nord de la ville et les positions défensives aménagées dans les collines au sud sont solidement tenues.
Enfin, malgré plusieurs tentatives germano-italiennes pour les réduire, y compris avec le soutien d’une division Panzer, les Soviétiques conservent deux têtes de pont sur les arrières allemands à l’ouest du Don, à Kremenskaya et Serafimovitch à environ 150 km et 200 km de Stalingrad.

### Les Allemands à l'assaut de la ville: enlisement et batailles de rue sanglantes
Une fois la situation stabilisée au nord, avec la fin des tentatives de contre-attaques de Joukov, et l'isolement de la ville parachevé au sud par la IV. Panzerarmee, les troupes du Reich sont envoyées à sa conquête à partir du 13 septembre 1942. Dans un mémo destiné à l'état-major du groupe B, Paulus prévoit que l'affaire sera terminée en une dizaine de jours.
Cette victoire rapide est d'autant plus attendue qu'aux alentours de cette date il apparaît clairement que la campagne du Caucase n'atteindra pas ses objectifs. La propagande allemande focalise dès lors son attention sur la prise de Stalingrad présentée comme imminente. L'attente ainsi créée préoccupe Hitler au point qu'il finit par considérer la prise de la ville comme un objectif politique et psychologique et qu'il en fait l'objectif principal du groupe d'armée B à partir du 6 octobre.
Côté soviétique, les tentatives de dégagement de la ville par le nord ayant échoué, on décide donc pour conserver la ville de la renforcer directement. Tchouïkov est nommé à la tête de la 62e armée, qui défend la ville, et prend son commandement le 12 septembre. Les premiers renforts sont attendus deux jours plus tard.
Très vite la Stavka décide de faire de Stalingrad un point de fixation pour la VIe Armée pendant que les troupes nécessaires à son encerclement arrivent au nord et au sud.

#### Forces en présence
À l'exception du secteur de Voronej au nord, protégé par la IIe armée allemande, la défense des flancs le long du Don est essentiellement confiée aux troupes alliées de l'Axe. Du nord au sud : Hongrois, Italiens (à partir d'août) et Roumains (en septembre). L'arrivée de ces troupes alliées permet aux Allemands de dégager des unités pour renforcer le secteur de Stalingrad où les combats dans et hors de la ville sont particulièrement violents.
La VIe armée laisse un de ses quatre corps d'armée à l'ouest du Don, devant la tête de pont russe de Kremenskaïa : le XIe corps d'armée qui fait la jonction avec les Roumains et un autre, le VIIIe corps d'armée, doit garder l'isthme Don-Volga et se protéger des attaques venant du nord. Le gros de ses divisions reste cependant disponible pour prendre la ville ; elle est de plus soutenue au sud par la IVe armée blindée.
Le plan initial prévoit une attaque sur trois axes : au nord par le XIVe corps blindé, à l'ouest par le LIe corps d'armée et au sud par le XLVIIIe corps blindé de la IVe armée blindée. Les tentatives soviétiques de briser l'encerclement par le nord obligent cependant le XIVe. Panzerkorps à rester sur la défensive. La VIe armée limite donc son assaut initial au centre et au sud de la ville.
Le rapport de force reste cependant très favorable aux Allemands car, face à eux, la 62e armée compte en théorie vingt-trois divisions mais, ce ne sont que des bribes d'unités.
| -      | Reich allemand | Union soviétique |
| ------ | -------------- | ---------------- |
| Hommes | 90 000         | 60 000           |
| Canons | 1 500          | 400              |
| Chars  | 250            | 60               |
| Avions | 500            | 226              |

#### Stalingrad, un champ de bataille inédit

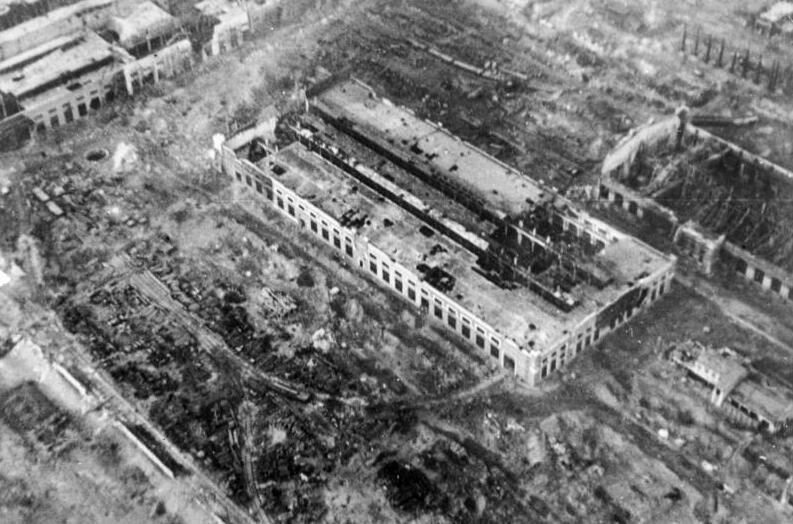
Usine de tracteurs détruite (1942). Les ouvriers soviétiques continuèrent de produire des chars sur les lignes de production jusqu'à ce que surviennent les combats.

L'évolution de la bataille, qui a amené les Allemands aux portes de Stalingrad, les contraint à un assaut frontal contre une ville où les troupes soviétiques sont retranchées. C'est un front tout en longueur d'une cinquantaine de kilomètres du nord au sud mais d'à peine trois à cinq kilomètres d'est en ouest. Contrairement aux premières prévisions, qui voyaient l'affaire terminée en une dizaine de jours, les combats dans la ville dureront près de six mois. Stalingrad devient ainsi la première bataille urbaine de l'histoire (les combats urbains de Madrid et Sébastopol n'avaient pas duré plus d'une semaine), la première aussi à se dérouler principalement dans des sites industriels.
Dans cet environnement, la Wehrmacht perd une partie de son avantage sur le plan de la mobilité et de la puissance de feu. L'usage de l'artillerie et de l'aviation est compliqué par la proximité et l'imbrication des lignes de front. Les multiples obstacles de l’environnement urbain ne laissent que des lignes de vue très courtes, ce qui oblige à engager les chars à proximité immédiate de leurs objectifs et les rend très vulnérables aux armes antichars adverses, même les plus légères, camouflées dans les ruines ou utilisées depuis les toits.
Car la bataille se joue aussi à la verticale, dans les étages et les sous-sols. Les caves sont les seuls endroits qui n’ont pas été détruits par les bombardements massifs et répétés ; elles offrent un abri relatif où se reposer. Les égouts sont le seul lieu où on peut se déplacer à l’abri des bombardements. Les Soviétiques, qui en ont la carte contrairement aux Allemands, s’en servent pour manœuvrer et se déplacer sous la ville. Les Allemands appellent cette guerre urbaine invisible Rattenkrieg (« guerre de rats »).
Les défenseurs exploitent au maximum les possibilités de l'environnement. Avec l'aide des ouvriers des usines, ils relient entre eux des centaines d'immeubles, murent leurs principaux accès et les transforment en forteresses avec mines, barbelés, meurtrières au ras du sol, postes d’observation d'artillerie dans les étages, canons et chars camouflés dans les ruines.
Les Soviétiques utiliseront aussi les rives très escarpées de la Volga qui les protègent des tirs directs ; ils installeront des batteries de katiouchas au pied des falaises et y creuseront des abris. Ils feront de même dans les lits très encaissés de plusieurs petites rivières, qui coupent la ville dans sa largeur et facilitent l'arrivée des renforts.

#### Déroulement des opérations

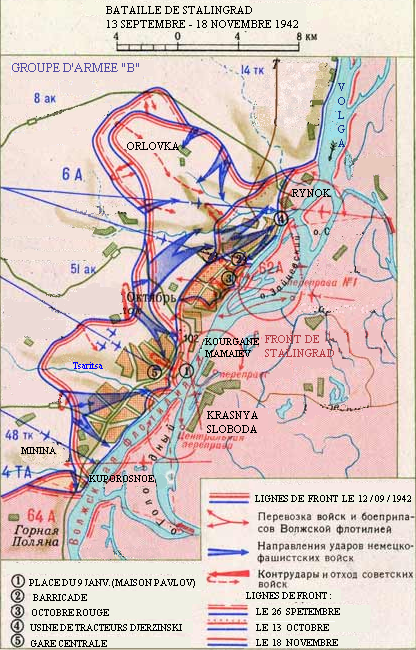
Combats dans la ville de Stalingrad du 12 septembre 1942- au 18 novembre 1942.

La bataille dans la ville peut se découper en trois phases :
- les faubourgs sud et le centre-ville : du 13 septembre au 26 septembre 1942 ;
- les cités ouvrières et le saillant d'Orlovka : du 27 septembre au 13 octobre 1942 ;
- les usines et les faubourgs nord Rynok et Spartanovka : du 14 octobre au 18 novembre 1942.

Chacune de ces phases correspond non seulement à l'évolution géographique de la bataille, mais aussi à l'évolution du rapport de force avec un épuisement progressif des assaillants et un durcissement parallèle de la défense. Cette évolution est aussi perceptible sur le plan territorial, avec des progressions quotidiennes de la VIe Armée qui se chiffrent en kilomètres en septembre pour ne plus se compter qu'en mètres en novembre, ou en ce qui concerne le coût humain, qui augmente sans cesse pour des gains de plus en plus faibles.

##### Les faubourgs sud et le centre-ville
« Pour les Américains, le temps, c'est de l'argent mais durant ces journées, nous aurions pu dire le temps, c'est du sang » (Tchouïkov).

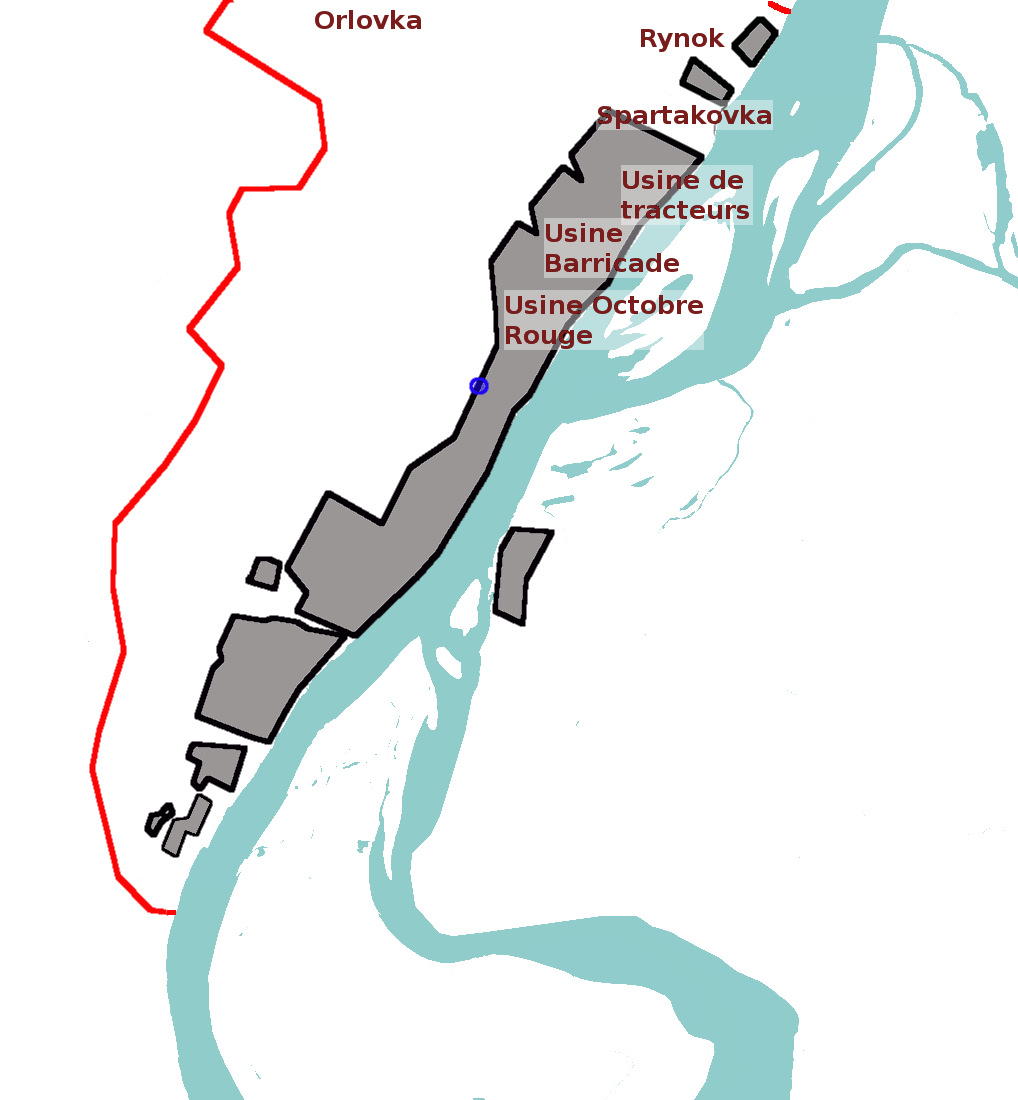
Front allemand (en rouge) le 12 septembre 1942, avec le saillant d'Orlovka.

Après une première tentative du 4 au 7 septembre, arrêtée notamment à cause de l’énorme consommation de munitions qu’elle entraînait, c’est le 13 septembre que Paulus lance sa première véritable tentative pour prendre la ville.
Ses troupes au nord de la ville devant faire face à des attaques massives des Soviétiques, son attaque se concentre sur deux axes : au sud et au centre de la ville. Ses objectifs principaux sont le débarcadère, par où arrivent les renforts soviétiques, et le kourgane Mamaïev, position stratégique pour l’artillerie, car cette colline de 102 mètres de hauteur domine la ville et la rive orientale de la Volga.
Sous la puissance de l'assaut, accompagné par des bombardements intenses, la 62e armée cède en son centre : le 14 septembre, la 71. Infanterie-Division perce ses défenses et pénètre au cœur de la ville, menaçant directement le QG de la 62e armée et le débarcadère. Tchouïkov ne sauve la situation qu'en employant tous les moyens à sa disposition, des officiers d'état-major aux milices d’ouvriers, pour retarder les troupes de choc allemandes. Il réussit ainsi à conserver in extremis le débarcadère, par où arrive la 13e division de la garde du général Rodimtsev qui renverse la situation en contre-attaquant immédiatement le 15 septembre.
La veille de la contre-attaque, le 14 septembre, le groupe d'armées B notait déjà dans ses comptes rendus que « les combats pour la forteresse Stalingrad se distinguent par l'exceptionnelle ténacité et la violence de l'ennemi ».
En effet, la bataille fait rage pour chaque rue, chaque usine, chaque maison, chaque sous-sol et chaque escalier. Il faut six jours de combats ininterrompus pour s'emparer de la gare centrale qui change quinze fois de mains avant d’être définitivement conquise. On se bat pour « la clouterie » ou le magasin Univermag ; l’Ascenseur à grain, un complexe dominé par un énorme silo qui sépare les quartiers sud du reste de la ville, bloque deux divisions pendant sept jours. Pour reprendre les mots de Jean Lopez, « c’est là toute la désespérante lenteur de la bataille de Stalingrad ».
Le 20 septembre, après plus d'une semaine de combats, Franz Halder, chef d'état-major de l'armée de terre allemande, note dans son journal : « l'épuisement graduel des troupes d'assaut allemandes est perceptible ». Or, face à elle un flux régulier de renforts permet aux Soviétiques de se maintenir malgré les pertes qu'ils subissent.
Le débarcadère est finalement atteint le 22 septembre. Les combats dans le centre-ville se poursuivent encore deux jours, mais dégarnies en vue des phases suivantes de l'offensive, les troupes allemandes, épuisées, ne réussiront pas à déloger les Soviétiques des derniers pâtés de maisons bordant la Volga, dont la fameuse maison Pavlov,.
L'autre objectif, le Kourgane Mamaïev, situé au nord de la ville et surplombant le fleuve, est atteint dès le 16 septembre, mais il ne sera jamais complètement pris par les Allemands. Les combats y sont particulièrement impitoyables, plusieurs divisions des deux camps s'y succèdent et la bataille ne s’y apaise qu’après le 29 septembre, quand l’artillerie des deux camps est suffisamment puissante pour interdire toute implantation sur le sommet,.

##### Les cités ouvrières et le saillant d'Orlovka

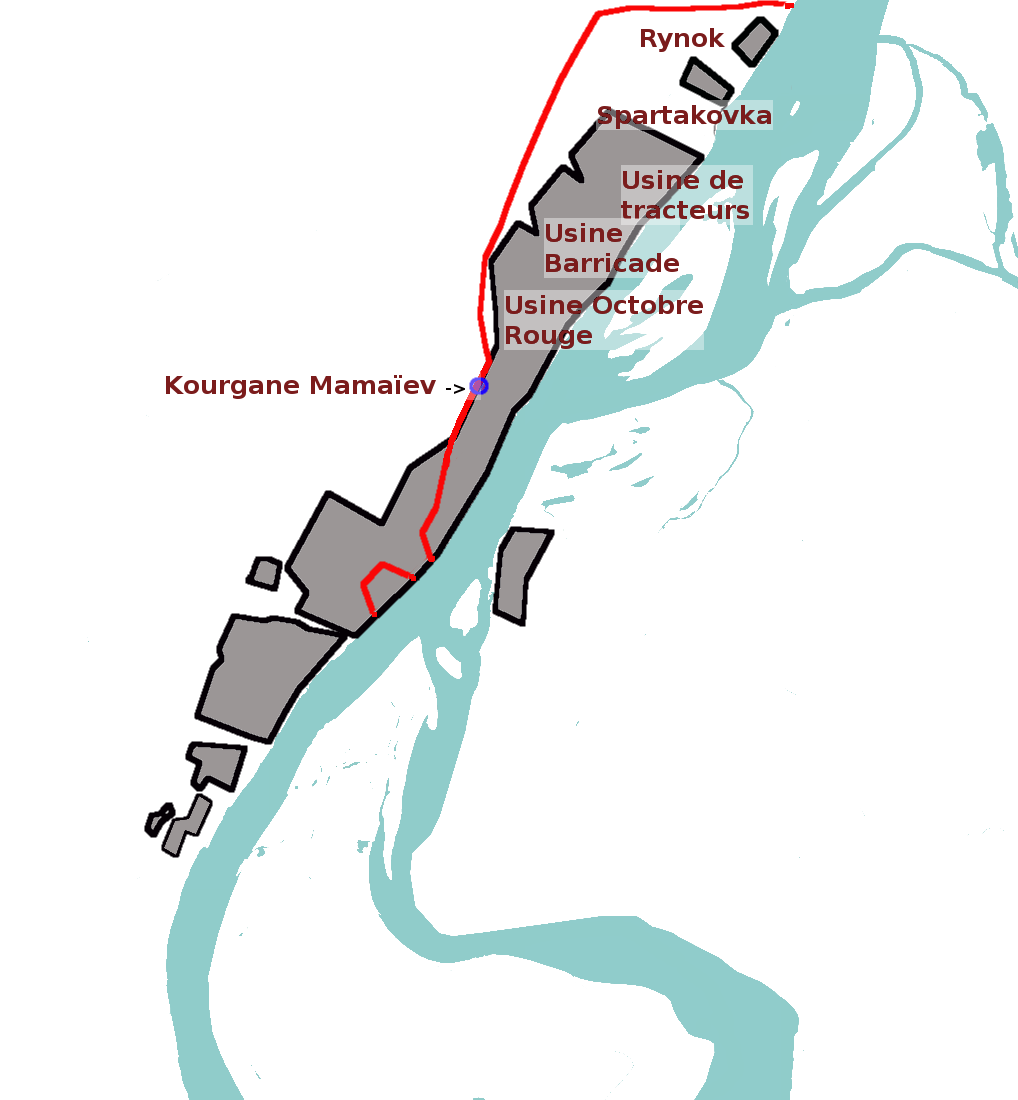
Front (en rouge) le 30 septembre 1942, après l'offensive de septembre et la réduction du saillant d'Orlovka.

Fin septembre, Paulus peut dire à Hitler que la croix gammée flotte sur la place centrale de Stalingrad ; les unités motorisées qui lui avaient été prêtées par la IV. Panzerarmee sont retirées du front pour préparer une offensive vers Astrakhan (qui n'aura jamais lieu). C'est donc avec des troupes diminuées, épuisées par deux semaines de combats intenses et en partie retenues au sud par le « nettoyage » des zones conquises, que la VIe Armée doit prendre la partie nord de Stalingrad : le kourgane Mamaïev, les villages d'Orlovka et Rynok et les trois grandes usines avec leurs cités ouvrières (du nord au sud) : l'usine de tracteurs Félix Dzerjinski, l'usine d'armement « Barricade » et le complexe métallurgique « Octobre rouge ». Elle peut cependant compter sur le XIV. Panzerkorps au nord, sur lequel la pression se relâche un peu, et sur l'arrivée de la 100. Jäger-Division (100e division de chasseurs) en provenance du Don où elle a été remplacée par des unités roumaines.
Paulus lance sa nouvelle attaque le 27 septembre. Après un pilonnage intense, ses troupes chassent presque entièrement les Soviétiques du kourgane Mamaïev et tournent les défenses qui protégeaient les approches de la ville devant les cités ouvrières. En deux jours, le dispositif soviétique est éventré sur près de 6 km. Tchouïkov dira : « Encore une bataille comme celle-là et nous serons dans la Volga ». Mais l'élan s'épuise en deux jours à peine. Le manque d'infanterie dans la VIe Armée est tel qu'il faut une longue préparation pour reconstituer et regrouper des unités aptes à mener un nouvel assaut, ce qui permet aux Soviétiques d'acheminer les renforts nécessaires pour reconstituer leurs défenses. Dans les cités ouvrières, l'attaque sera relancée le 3 puis le 7 octobre, sans résultats décisifs, avant une période de pause relative où les combats se limiteront à des objectifs locaux et à un lent et coûteux grignotage des positions soviétiques.
Dès le 29 septembre, quand les unités dans le secteur des cités ouvrières commencent à montrer des signes d'épuisement, Paulus change l'axe de son attaque. Il porte son effort sur le saillant d'Orlovka, une position avancée au nord-ouest de Stalingrad, que les forces soviétiques à l'extérieur de la ville essaient de rejoindre depuis des semaines pour briser l'encerclement. Là aussi, la faiblesse des effectifs ralentit la progression et oblige Paulus à jongler constamment avec ses unités. Ce n'est que le 8 octobre que Tchouïkov ordonne aux derniers défenseurs d'abandonner leurs positions.
À la mi-octobre, les troupes allemandes ont donc réussi à s'emparer des zones peu densément construites à l'ouest de la ville, mais, leur progression ralentit très fortement dans les cités ouvrières. C'est en effet un terrain beaucoup plus difficile que la vieille ville au sud : il offre de formidables retranchements avec de hauts immeubles en béton armé qui résistent particulièrement bien à l'artillerie. Les lignes de front sont trop proches pour un emploi efficace de l'aviation ; la consommation de munitions est telle que les obus viennent à manquer et l'artillerie ne peut plus soutenir les fantassins ; l'infanterie s'épuise dans ces combats maison par maison et ne suit plus aussi bien qu'avant les interventions de l'artillerie ou de l'aviation.
Les Soviétiques, dont la résistance est qualifiée d'héroïque et parfois de fanatique, ont adapté leurs tactiques (coups de main nocturnes, groupes de combat autonomes, sélection des points d'appuis, positionnement au plus près des troupes allemandes), fortifié leurs positions,, renforcé et réorganisé leur artillerie et leur défense anti-aérienne,. À partir de la mi-octobre, les bombardements nocturnes du VVS gagnent en importance et deviennent un sujet de préoccupation pour les officiers allemands. Ainsi, si les Allemands infligent des pertes toujours aussi terribles à leurs adversaires, leur progression devient beaucoup plus coûteuse qu'elle ne l'était dans les premiers jours de la bataille.
Cependant, bien que les forces d'assaut de la VIe Armée soient épuisées, et que la poche de Stalingrad réduite à une bande de terre qui ne fait pas plus de 4 kilomètres de profondeur n'ait plus guère de valeur militaire, Hitler en fait l'objectif prioritaire du groupe d'armées B et parle pour la première fois de Stalingrad comme d'un objectif psychologique,.

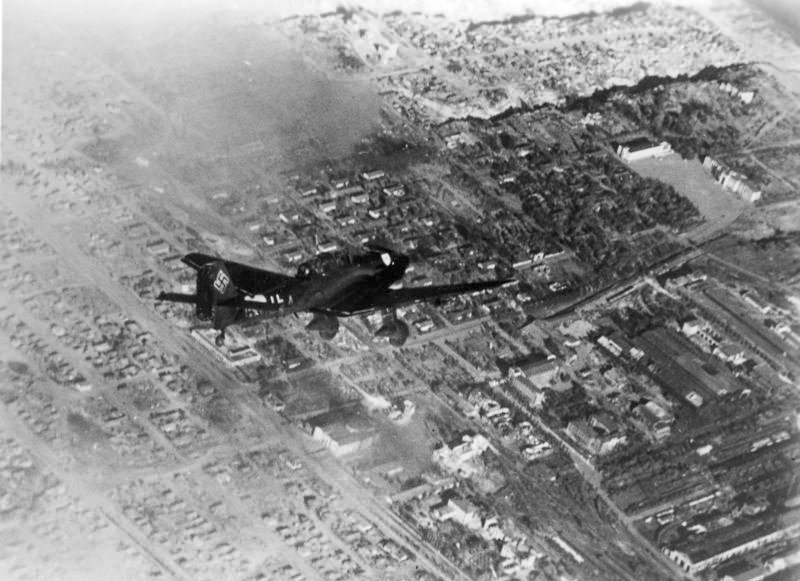
Stuka survolant Stalingrad en octobre 1942.

##### Les usines et les faubourgs nord
Pour répondre à l'ordre donné par Hitler de prendre Stalingrad, le groupe B et la VIe Armée font feu de tout bois pour trouver des renforts à envoyer dans la ville. Les défenses des flancs sont allégées sur le Don et dans l'isthme Don-Volga pour dégager deux divisions d'infanterie, la 305. Division et la 79. Division. L'opération vers Astrakhan est annulée, ce qui permet de renvoyer la 14e Panzerdivision dans Stalingrad.
Grâce à ces renforts, la VIe Armée relance l’offensive le 14 octobre puis le 23 octobre, mais, chacun de ces assauts suivra le même schéma que l'offensive lancée sur les cités ouvrières : après un départ fulgurant, qui met les Soviétiques en situation périlleuse, les pertes de plus en plus lourdes ralentissent l'élan initial, ce qui permet aux Soviétiques de se rétablir et après quelques jours d'annuler une partie des gains obtenus en contre-attaquant grâce aux renforts envoyés depuis l'autre rive de la Volga.
Début novembre, la VIe Armée, exsangue, est de nouveau hors d'état de mener l'offensive et doit faire appel à des renforts supplémentaires. N'ayant plus de réserves disponibles, elle devra faire appel à celles du groupe d'armée B. Le dernier assaut, connu sous nom d'opération Hubertus, sera lancé le 11 novembre et connaîtra le même destin.

###### L'assaut sur l'usine de tracteurs Dzerjinski

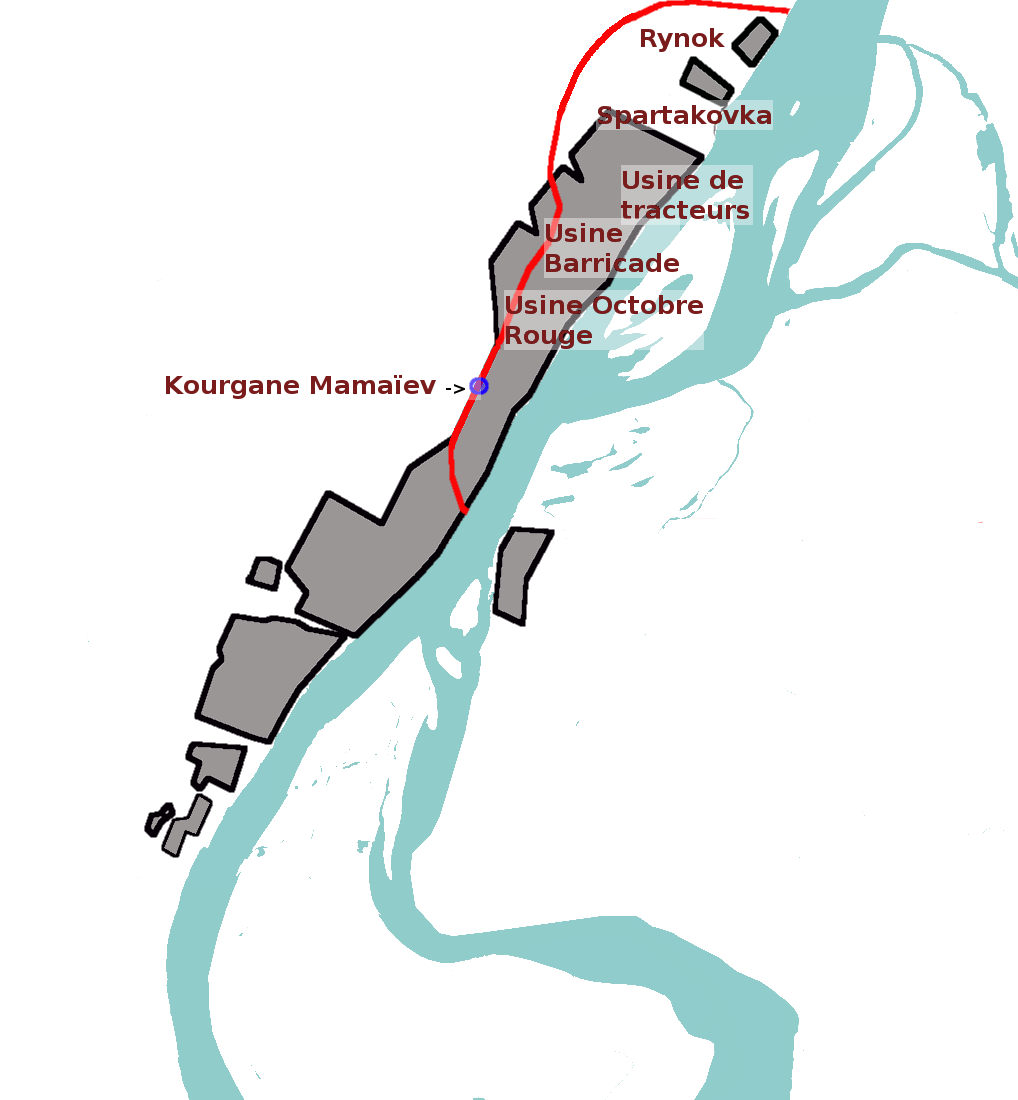
Front le 13 octobre 1942 (ligne rouge), avant l'assaut du 14 octobre 1942- sur les usines.

En s'appuyant sur l'arrivée de la 305. Division, la VIe Armée reprend l'offensive dans la partie nord du secteur des usines du 14 octobre au 19 octobre. Elle réussit à fractionner la défense adverse en plusieurs endroits, ce qui lui permet de mener une série de combats d'encerclement au nord de l'usine Dzerjinski et à l'ouest de l'usine d'armement Barricade. Ces manœuvres lui permettent de s'emparer en moins de deux jours de l'usine Djerzinski, d'atteindre la Volga et de prendre pied dans l'usine Barricade. La 62e armée est coupée en deux.
Mais les unités de combat de la 305. Division subissent jusqu'à 70 % de pertes,, privant l'unité de ses capacités offensives, empêchant ainsi la conquête de Barricade. De plus, la défense antichar soviétique fait de tels progrès qu'à partir de ce moment la VIe Armée ne sera guère capable d'aligner plus d'une trentaine de blindés opérationnels alors qu'elle a engagé dans la ville deux divisions de panzers en plus des unités de Sturmgeschütze (canons d'assaut) qui soutiennent son infanterie.
Au nord de la rivière Mechetka, les forces soviétiques du groupe Ghorokov sont isolées dans les villages de Rynok et Spartakovka. Cette zone extrêmement bien fortifiée sera tellement bombardée qu'elle gagnera le surnom de « petit Verdun » ; les Soviétiques réussiront à s'y maintenir jusqu'à la fin de la bataille.

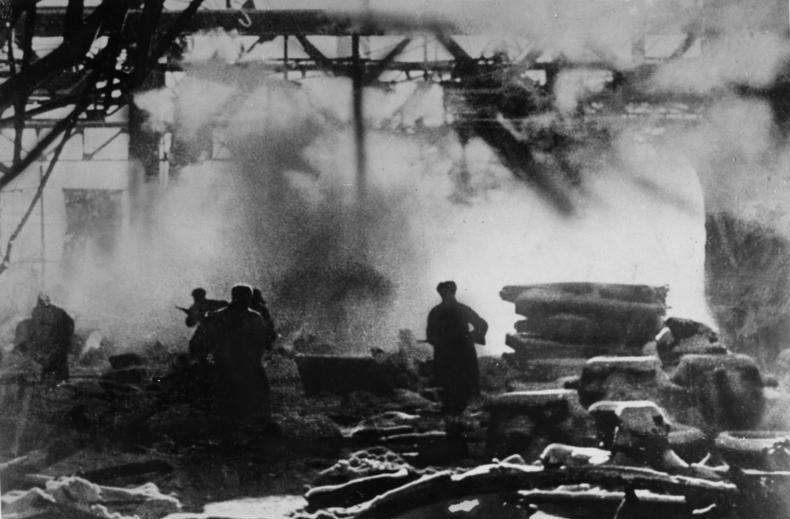
Combats dans une usine de Stalingrad.

###### L'assaut sur le complexe métallurgique Octobre rouge
L'arrivée de la 79. Division permet de relancer l'attaque et de l'étendre vers le sud à l'usine « Octobre rouge ». Cette nouvelle vague de combats durera du 23 octobre au 30 octobre. Elle permet aux Allemands d'achever la conquête de l'usine d'armement Barricade, dont les murs avaient été atteints le 16 octobre et qui tombe enfin le 29 octobre. La plus grande partie d'Octobre rouge est prise par la VIe Armée dans les premiers jours de l'offensive, mais l'usine ne sera jamais entièrement conquise.
Des deux côtés, les unités sont employées jusqu'à l'épuisement. Dans les derniers jours d'octobre, cinq divisions allemandes, sur les neuf présentes dans la ville, sont déclarées sans valeur offensive, y compris les 305. et 79. ID qui n'étaient montées en ligne qu'une à deux semaines auparavant. Il en va de même du côté soviétique. Dans le secteur des usines, qui représentent un champ de bataille d'à peine 2 km de large, les cartes d'état-major mettent face à face trois divisions allemandes et quatre divisions soviétiques, mais ce ne sont que des coquilles vides qui totalisent à peine 10 000 combattants, moins que l'effectif réglementaire d'une seule division.

###### L'opérationHubertus
« J'ai voulu atteindre la Volga en un point bien précis, dans une ville bien précise, parce que c'est un point très important. Par coïncidence cette ville porte le nom de Staline. […] Cette ville je la voulais et — vous savez que nous sommes modestes — et cette ville, voyez-vous, nous l'avons. Il reste quelques îlots de résistance. Certains me demandent : « Pourquoi n'en finissez-vous pas plus vite ? » Je réponds : « Parce que je ne veux pas d'un second Verdun. » Je laisse à des petits éléments d'assaut le soin d'achever la conquête [de Stalingrad]. »
— A. Hitler, Discours du 8 novembre au Bürgerbräukeller.

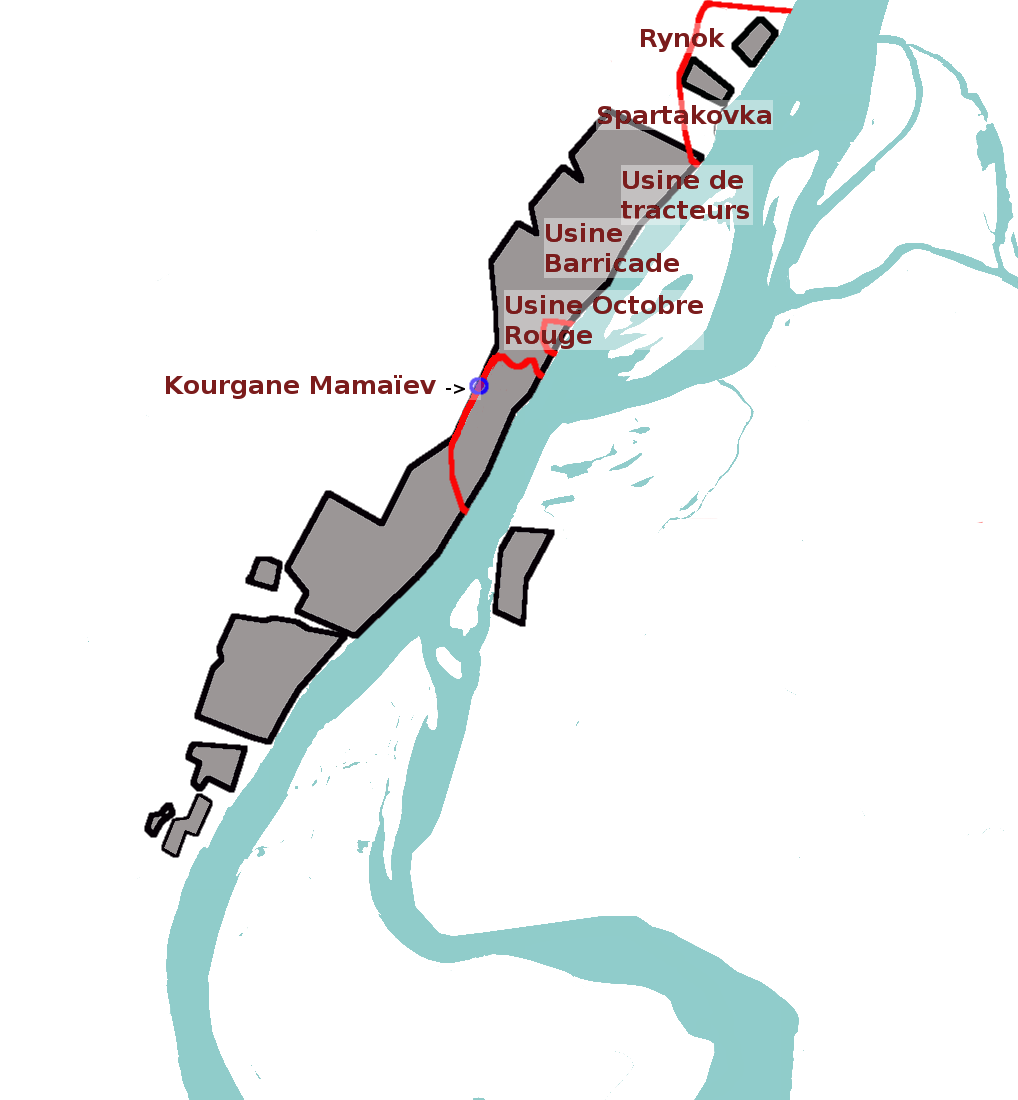
Front le 13 novembre 1942 (ligne rouge), après un mois d'attaques contre le quartier des usines.

Si Hitler se permet cette déclaration c'est que, début novembre, la situation de Tchouïkov est critique. Il ne contrôle plus qu'un dixième de la ville et les glaces, qui commencent à dériver sur la Volga, empêchent toute traversée du fleuve. Mais, contrairement à ce que prétend Hitler, si Paulus n'en finit pas plus vite, c'est parce que ses troupes sont à bout et qu'il n'a pas les moyens d'achever son adversaire.
À Stalingrad, novembre commence donc par une dizaine de jours de pause relative, pendant lesquels la VIe Armée reste sur la défensive. L'état-major allemand cherche désespérément des renforts pour la VIe Armée qui est à court de réserves. Il finit par s'accorder sur l'envoi à Stalingrad de cinq bataillons (environ 1 700 hommes) des « pionniers d'assaut » prélevés sur le groupe d'armée B, qui défend le Don.
L'offensive reprend donc le 11 novembre, mais la densité du réseau défensif soviétique et la puissance du soutien d'artillerie venant de la rive orientale de la Volga épuisent vite ce nouvel effort allemand. Dès le premier jour de l'opération Hubertus, les pionniers perdent 25 % de leurs effectifs. Leur action permet d'atteindre la Volga sur 600 m supplémentaires et d'isoler, à l'est de l'usine « Barricade », la 138e division de fusiliers du général Lioudnikov. Les positions soviétiques sont désormais tronçonnées en trois parties, mais, ayant « dépensé » ses renforts en quelques jours, la VIe Armée se retrouve vite dans la situation qui prévalait avant Hubertus : manquant de troupes, elle ne parvient plus à progresser, ni même à venir à bout de l’îlot Lioudnikov dont les défenseurs manquent pourtant de vivres comme de munitions.
Face à cette situation, les généraux allemands sur le terrain rééchelonnent leurs opérations et ne prévoient pas la conquête totale de la ville avant 1943, mais la contre-offensive du 19 novembre, que les Russes préparent depuis mi-octobre, stoppe toutes leurs opérations offensives.

#### Renforcement soviétique, épuisement allemand
Tchouïkov ne tient Stalingrad contre la formidable puissance de feu allemande que par une arrivée régulière de renforts. Au plus fort de la bataille, les soldats soviétiques arrivant dans la ville n'ont pas trois jours d'espérance de vie. La 62e armée recevra plus de 100 000 hommes de renfort du 15 septembre au 8 novembre, à peine de quoi équilibrer les pertes.
Malgré ces renforts, le nombre de combattants soviétiques dans la ville diminue régulièrement. Si les effectifs de la 62e armée restent relativement stables, c'est que chacune des neuf divisions et quatre-cinq brigades envoyées en renfort laissent le gros de leur artillerie sur la rive orientale. Cette artillerie, sous le commandement de Voronov et Pojarski, est réorganisée pour permettre un soutien de plus en plus efficace à l'infanterie. C'est à Stalingrad que les Soviétiques mettent en place leurs premières divisions d'artillerie lourde, puis les premiers groupes d'artillerie d'armée. Ainsi, la XXIVe division blindée rapporte que la moitié de ses pertes sont dues à l'artillerie soviétique qui, à la fin de la bataille, sera capable de lancer jusqu'à 500 obus à la minute.
On note, de la même façon, une montée en puissance de la DCA et de l'aviation soviétiques qui, au prix de pertes terribles, usent progressivement la Luftwaffe.
À l'inverse, bien que subissant des pertes nettement moins élevées, la VIe Armée s'épuise : le manque d'hommes sur le front de l'Est est tel qu'elle ne reçoit pour tout renfort, début novembre, que cinq bataillons de pionniers. Pour trouver des combattants, Paulus envoie au front les soldats allemands qui occupaient des postes non-combattants et les remplace massivement par des auxiliaires russes, il envisage même un temps d'utiliser les tankistes et les mécaniciens comme fantassins dans les secteurs défensifs. Ses troupes perdent d'autant plus en qualité que les vétérans du début de la bataille sont le plus souvent remplacés par des jeunes recrues, ce dont se plaignent leurs officiers. Les pertes sont telles qu'on voit apparaître à Stalingrad un nouveau niveau dans la classification des bataillons : « épuisé », qui signifie que l'unité compte moins de 30 % de son effectif réglementaire… mais qui ne l'empêche pas de rester en ligne. Après un mois et demi de combats incessants ce sont les divisions entières qui perdent leur valeur offensive :
- le 26 octobre, la 14e Pz-Div. est déclarée comme n'étant plus en état d'attaquer ;
- le 29 octobre, c'est au tour de la 24e Pz-Div. ;
- le 1er novembre, les 79e et 305e divisions d'infanterie ;
- le 2 novembre, la 94e division d'infanterie.

Paulus ne peut accorder de repos à ses hommes qu'en les envoyant dans des secteurs plus calmes du front ou en arrêtant l'offensive dans un quartier de la ville pour la relancer dans un autre. Les soldats allemands, présents pendant des semaines dans la ville, s'épuisent physiquement et nerveusement. Ainsi, mi-octobre, un commandant de régiment de la 79 ID reçoit cet avertissement de la part d'un de ses homologues de la 100e division de chasseurs : « vous ne pouvez rien attendre de mes troupes, nous sommes complètement épuisés, nous avons été saignés à blanc, l'esprit combatif a disparu, attendez simplement que vos troupes se battent ici durant 14 jours et vous ne serez pas différents ».
Malgré cela la position des Soviétiques reste incertaine jusqu'au déclenchement de l'opération Uranus : ils reculent tout au long de la bataille et leurs contre-offensives restent locales et sans lendemain. Chaque offensive majeure allemande fait craindre la chute de la ville et la remise en cause de l'opération Uranus et des énormes préparatifs qu'elle nécessite. Aussi les Russes lancent-ils des offensives au nord et au sud de la ville pour soulager les défenseurs quand leur position devient trop critique, côté nord elles n'auront guère de succès mais au sud les Russes atteindront fin octobre les faubourgs de Stalingrad. Certaines mesures montrent plus clairement encore les craintes de voir tomber la ville, comme la mise en défense des îles de la Volga et de la rive gauche ou l'évacuation du personnel féminin de Stalingrad, là encore ces décisions correspondent aux poussées allemandes dans la ville.

#### Les problèmes logistiques
La bataille de Stalingrad est un défi logistique pour les deux protagonistes.
Côté soviétique, le seul moyen d'approvisionnement est la traversée de la Volga par bateau (le dernier pont reliant la ville à la rive orientale a été dynamité au tout début de la bataille dès l'arrivée des Allemands dans les faubourgs). Le fleuve étant très vite sous le feu de la VIe armée et sous la menace constante de la Luftwaffe, la flottille de la Volga du contre-amiral Rogatchev ne peut traverser le fleuve que de nuit et dans des conditions périlleuses, un nombre important de soldats sont ainsi tués lors de la traversée. De plus, les lignes de chemin de fer débouchant à Stalingrad sont coupées par les lignes allemandes, ce qui compartimente le front en trois parties distinctes (au nord sur le Don, dans la ville et enfin au sud). Cela empêche tout transfert rapide de troupes d'un secteur à l’autre.
L'approvisionnement de la ville dépendra donc d'une ligne de train unique dont le terminus Leninsk, à 50 kilomètres à l'est de Stalingrad, est sous la menace de l'aviation ennemie, ce qui oblige à débarquer les troupes loin du front et à leur faire terminer le chemin de nuit à pied ou en camion, pour attendre cachées dans les forêts de la rive gauche de pouvoir traverser le fleuve à leur tour. Malgré la précarité de ce lien, l'approvisionnement de Tchouïkov ne sera jamais stoppé jusqu'à l'apparition des glaces dérivantes sur la Volga début novembre, il recevra ainsi près de 100 000 hommes.
Côté allemand, c’est le ravitaillement du groupe A, dans le Caucase, qui est prioritaire. Dès le début de la campagne le ravitaillement est donc un problème pour Paulus dont les troupes tombent plusieurs fois à court de carburant lors de la conquête de la boucle du Don, ce qui retarde les opérations et laisse le temps aux Soviétiques de se réorganiser.
Lors de la bataille pour la ville, la ligne de chemin de fer dont dépend son approvisionnement s’arrête à une centaine de kilomètres à l’ouest, à Tchir sur la rive ouest du Don. Son approvisionnement se fait donc au début par camions, puis, à partir de fin août, les pannes s’accumulant, par charrettes tirées par des chevaux ou même des bœufs.
La quantité de munitions consommée par les combats urbains ayant été gravement sous-estimée, les réserves des troupes allemandes sont faibles au point que leur artillerie tombe parfois à court d’obus lors de la bataille,.
Tout au long de la bataille, le commandement allemand fait le pari qu’une chute prochaine de la ville résoudra le problème, aussi l’envoi de munitions est-il toujours prioritaire, prenant le pas sur la nourriture (les soldats allemands souffrent de la faim avant même leur encerclement par les Soviétiques), sur les équipements d’hiver mais aussi sur le pont de chemin de fer pour passer le Don à Tchir qui aurait permis de rétablir un approvisionnement par rail. Les partisans, le manque de charbon, les conditions météo font que, sur les 18 trains de ravitaillement quotidiens jugés nécessaires pour la VIe armée, seuls 10 à 14 (la construction du pont exigeant à elle seule un total de 70 trains) lui parviennent.

#### Conditions de combat
Les conditions dans lesquelles les combattants des deux camps prirent part à la bataille étaient extrêmes, et ont donné une dimension jusqu'alors inconnue à la guerre urbaine. L'hygiène du soldat soviétique est déplorable : les sous-vêtements ne sont jamais changés, on y répand une sorte de poudre à désinfection, la nourriture est de mauvaise qualité et il n'est pas rare que les cuisiniers découpent un cheval sur une grande table en bois et mettent à bouillir la viande après avoir rincé avec un seau la même table qui servira à opérer un blessé grave ; du côte allemand ce n'est guère mieux[réf. nécessaire].

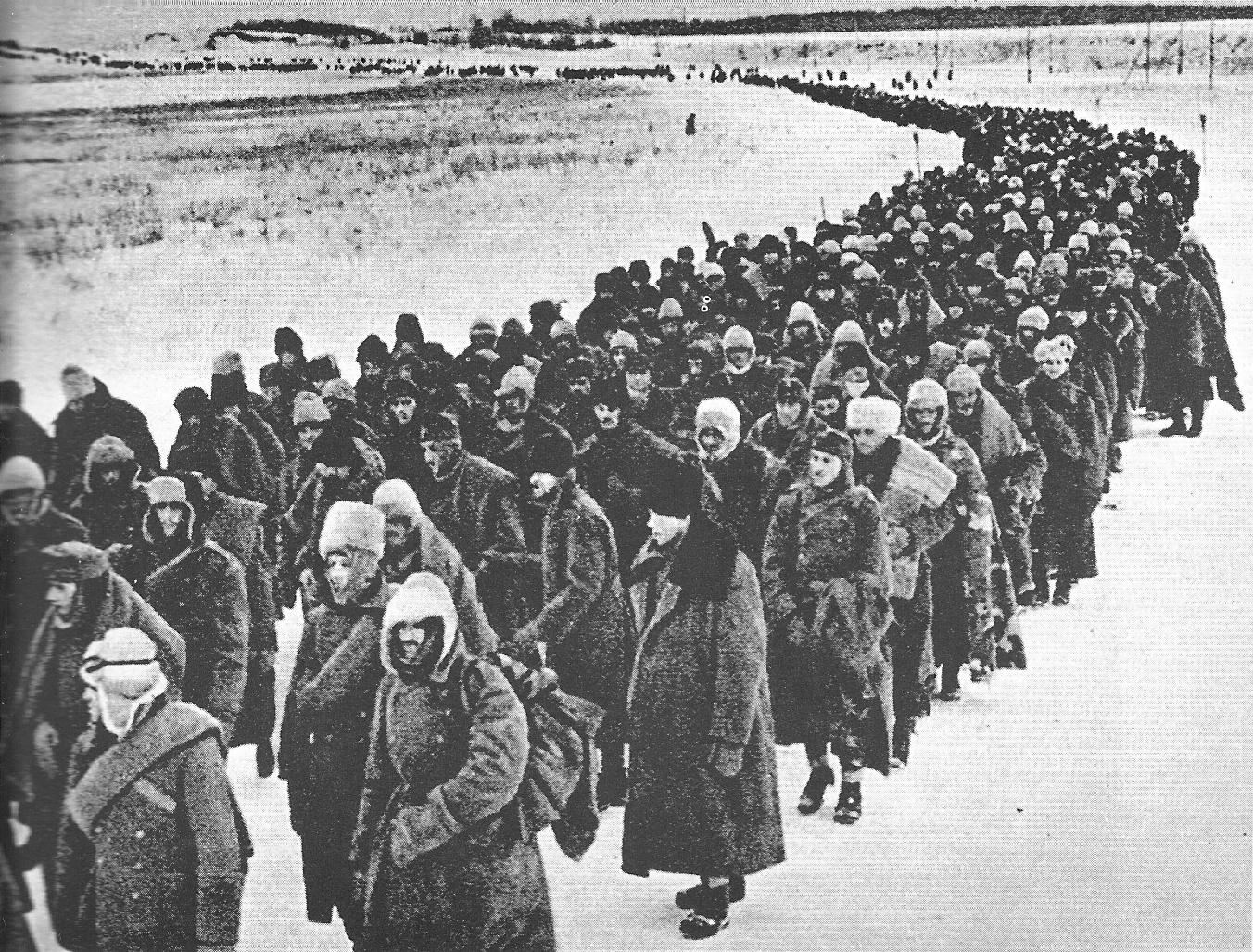
Colonne de prisonniers de l'Axe (Allemands, Italiens, Roumains et Hongrois), en 1943.

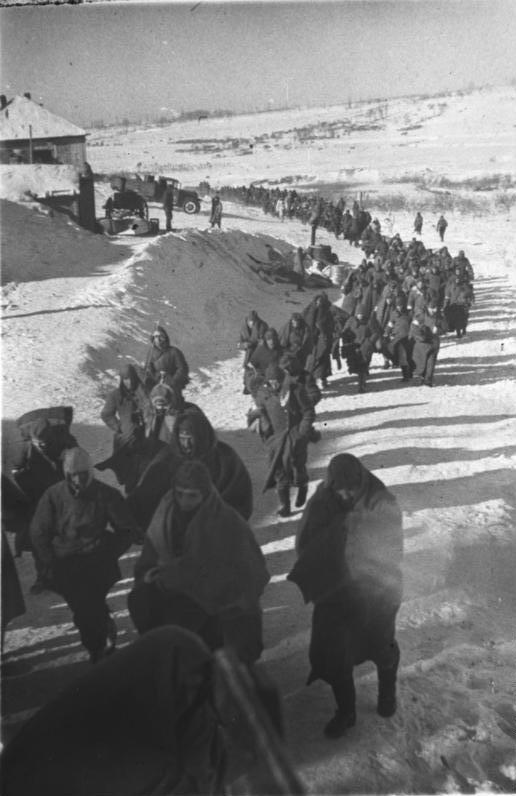
Colonne de prisonniers de guerre allemands après la chute de Stalingrad, février 1943.

Les postes de commandement soviétiques sur la rive occidentale sont dangereusement proches des combats. En au moins une occasion, la garde rapprochée de Vassili Tchouïkov, commandant de la 62e armée, doit se battre face à une attaque des Allemands. Au plus fort de l'avancée allemande, les têtes de pont soviétiques sur la rive occidentale ne sont profondes que de quelques centaines de mètres, obligeant les katiouchas à reculer jusqu'à la dernière extrémité de la berge pour tirer sur les premières lignes allemandes, si bien que le général Tchouïkov, dira « bientôt on se battra les pieds dans l'eau ».
C'est à Stalingrad qu'on voit apparaître un nouveau type de combattant, le tireur embusqué, dont « Zikan », un tireur inconnu, qui tue 224 Allemands et Vassili Grigorievitch Zaïtsev, berger ouralien qui compte à son actif 149 tués lors de la bataille. Ce sont des tireurs d'élite qui visent discrètement leurs victimes à grande distance et les tuent ou les blessent assez gravement pour que leurs camarades tentent de les secourir et donc s'exposent. De tels combattants sont érigés en héros par la propagande soviétique. Ce climat de crainte permanente contribue à saper le moral des combattants de l’Axe.
L'extrême dureté des combats incite la majorité des combattants russes à consommer d'importantes quantités de vodka. Chaque unité devant recevoir une ration par soldat, nombre de commandants d'unités dissimulent les pertes, les vivants pouvant ainsi se partager les rations des morts. « L'alcool à 90° des infirmeries était rarement utilisé à des fins licites. L'on buvait aussi de l'alcool industriel et même de l'antigel après passage dans le filtre de carbone d'un masque à gaz », avec des conséquences parfois mortelles.
Lorsque les usines ne sont plus en état de produire, plusieurs milliers de civils, essentiellement des enfants et des vieillards, restent dans la ville, y compris au plus fort des combats. Outre la menace constante d'être tué par un obus ou une balle perdue, la famine fait des ravages parmi cette population bloquée sur place.

#### Bilan
Alors qu'une victoire rapide était attendue, la VIe armée marque le pas à Stalingrad. Partagée entre de trop nombreuses missions (prise de Stalingrad, défense de ses flancs mais aussi préparation de la prise d’Astrakhan) et constamment sous pression des assauts soviétiques à l'extérieur de la ville, elle ne parvient pas à réunir les forces nécessaires pour exploiter ses succès. La bataille devient donc une bataille d'attrition, précisément ce qu'Hitler voulait éviter dans son conflit contre l'Union soviétique.
Mais cette résistance inattendue de Stalingrad à mi-septembre 1942 en fait soudainement le point d'attention de la presse du monde entier : il n'a fallu que six semaines au Reich pour vaincre la France, mais il patauge à Stalingrad pendant neuf semaines et rien de décisif ne semble envisageable. La propagande s'en empare dans les deux camps et l'importance symbolique de la ville ne cesse de croître au fur et à mesure que la bataille dure. Champ de bataille secondaire couvrant l'invasion du Caucase, Stalingrad concentre progressivement toutes les ressources disponibles, et devient l'objet de tous les sacrifices.
De mi-septembre à mi-novembre 1942, dans les assauts urbains et la défense des abords de la ville, les rangs allemands enregistrent environ 12 000 tués ou prisonniers et 40 000 blessés. Les trois-quarts de ces pertes sont enregistrées durant le deuxième mois de combat, quand la troupe allemande arrive sur des positions mieux préparées (comme les grandes usines ou le faubourg de Spartakovka) et que l'artillerie soviétique gagne en puissance.
Si ces pertes sont relativement faibles à l'échelle de la VIe armée, elles représentent la majeure partie de l'effectif combattant des dix divisions envoyées dans la ville. Aussi, bien qu'elles aient conquis 90 % de Stalingrad, elles se retrouvent trop faibles pour expulser leur adversaire des derniers points stratégiques (le dernier débarcadère, l'usine chimique Lazur) ou même pour venir à bout de l’îlot Lioudnikov pourtant complètement isolé. Comme dans le Caucase un peu plus tôt, la Wehrmacht peine en novembre à Stalingrad.
Face à elle, les Soviétiques reculent constamment et leurs pertes sont plus terribles encore : dans la ville la 62e armée perd plus de 100 000 hommes (tués, blessés, prisonniers) dont 18 000 sont des prisonniers.
Depuis le 23 juillet 1942, les fronts soviétiques de Stalingrad et du Sud-Est ont perdu 582 000 hommes (305 000 tués ou prisonniers, 277 000 blessés,), 1 426 chars, 12 137 canons et mortiers et 2 063 avions.
Cependant les Soviétiques ont mis à profit ces deux mois de combat dans la ville pour masser des troupes au nord et au sud. Ils visent l'encerclement des troupes allemandes dans la ville et sont dans une position idéale pour le réussir. Contre l'avis de ses généraux, Hitler a fait de la prise de la ville un objectif prioritaire. De ce fait, le gros des forces allemandes est concentré dans la ville et leurs flancs sont mal défendus. Bien que leur faiblesse soit connue depuis le mois d’août, la plupart des actions pour les renforcer ont été repoussées ou annulées pour ne pas amoindrir l'effort dans la ville, pire : des unités y ont été régulièrement prélevées pour pouvoir continuer l'assaut dans la ville. Ainsi les troupes allemandes le long du Don ont été remplacées par des troupes roumaines ou italiennes, les têtes de pont soviétiques à l'ouest du Don n'ont pas été réduites, l'équipement promis aux alliés de l'Axe n'a pas été livré et les positions n'ont pas été aménagées pour l'hiver.

### La contre-attaque soviétique du 19 novembre

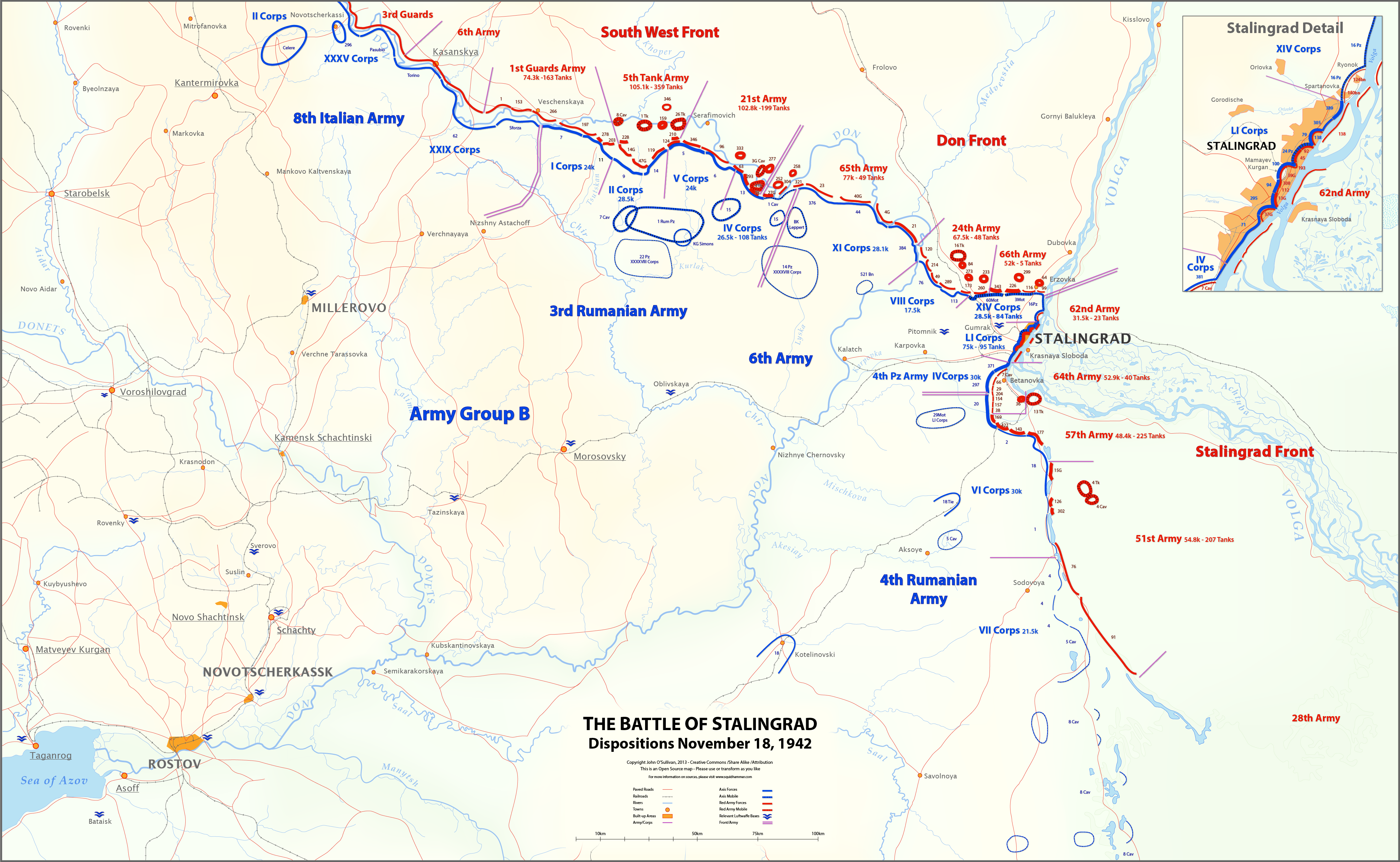
Plan soviétique le 18 novembre 1942.

Contre-attaque soviétique à Stalingrad.

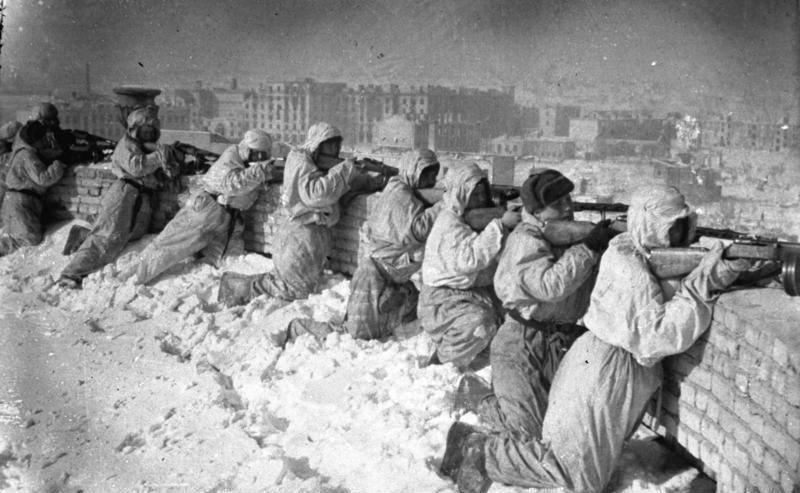
Troupes soviétiques de l'opération Uranus pendant l'encerclement de la allemande.

#### Préparation de l'opérationUranus
Fin septembre,, les Russes tirant les leçons de leur incapacité à isoler les troupes allemandes dans les abords immédiats de Stalingrad, étudient une « nouvelle solution ». Courant octobre, le plan prend sa forme finale : l'encerclement de la VIe armée et du gros de la IVe armée blindée par un double enveloppement dont la première pince part des têtes de pont sur le Don à Serafimovitch et Kletskaïa, environ 200 km au nord-ouest de Stalingrad, et la seconde de la région des lacs, environ 100 km au sud de la ville, les deux pinces devant se rejoindre dans la région de Kalatch sur le Don, 80 km à l'ouest de Stalingrad.
Cette solution a pour avantage de se dérouler sur un terrain plus favorable aux assaillants, loin des unités blindées qui opèrent à Stalingrad et de cibler les unités roumaines dont les Soviétiques ont constaté la vulnérabilité.
Conformément aux doctrines russes, cette contre-offensive s'intègre dans un ensemble d'opérations : elle doit être prolongée en cas de succès par l'opération Saturne, qui vise Rostov-sur-le-Don et l'isolement de tout le groupe d'armées A dans le Caucase, et elle doit avoir lieu en parallèle à d'autres opérations à l'ouest de Moscou : l'opération Mars et son prolongement l'opération Jupiter.
Uranus nécessite la concentration de forces très importantes dans les steppes au nord et au sud de la ville et le maintien du gros des forces allemandes dans Stalingrad. Pour masquer ses intentions, l'Armée rouge applique une très stricte maskirovka : mouvements de nuit uniquement, faux trafic radio, ordres transmis uniquement par oral et le plus près possible avant leur exécution, etc.
Les Allemands ne s'attendent pas à une contre-offensive de grande ampleur ; ils sont persuadés qu'après les pertes subies depuis le printemps les Soviétiques ne sont plus capables de mener deux offensives stratégiques en même temps, or ils ont détecté les préparatifs de l'opération Mars, pourtant elle aussi sous maskirovka.
Reinhard Gehlen, qui dirige le renseignement allemand concernant l'URSS, interprète ainsi le 12 novembre les préparatifs détectés sur le terrain comme l'annonce d'une offensive locale sur les arrières roumains, visant à soulager Stalingrad. Des mesures défensives sont prises, comme l'envoi du faible XLVIIIe corps blindé du général Heim sur les arrières roumains, mais ce ne sont que des mesures locales, trop faibles et qui sont prises trop tard.
Pourtant la faiblesse des troupes le long du Don et le risque que cela fait peser non seulement sur Stalingrad mais sur tout le front sud, sont connus depuis le mois d’août (Hitler disant même « Je dormirais mieux si le front du Don était tenu par des Allemands ») mais les Allemands pensent que la chute de la ville leur permettra de résoudre le problème en libérant les réserves nécessaires à défendre le front. Ils donnent donc la priorité à la prise de la ville au détriment de la défense de leurs flancs.

#### Forces en présence
| -      | Reich allemand Royaume de Roumanie | Union soviétique |
| ------ | ---------------------------------- | ---------------- |
| Hommes | 430 000                            | 1 134 800        |
| Canons | 3 000                              | 13 451           |
| Chars  | 757                                | 894              |
| Avions | 817                                | 1 115            |

Le déséquilibre des forces en présence est encore renforcé par le fait que près de la moitié de l'artillerie de l'Axe et la quasi-totalité des chars en ligne sont concentrées dans les abords immédiats de Stalingrad.
Sur les ailes, où les Soviétiques lancent leur assaut, le rapport de force en hommes et en blindés est de 2,5 à 3 contre 1, et plus encore sur les zones d'assaut où, pour la première fois, les Russes ont concentré leurs moyens alors que, faute de troupes, leurs adversaires sont disposés sur un mince et uniforme rideau sur les 570 km de front sur lesquels vont se dérouler les opérations.

#### Déroulement
L’offensive soviétique est lancée le 19 novembre 1942 : le flanc nord du dispositif allemand est attaqué depuis les têtes de pont que les Soviétiques avaient conservées à l'ouest du Don par le front du Sud-Ouest du général Vatoutine. Dépassée en nombre et mal équipée, la IIIe armée roumaine, qui tient le flanc nord de la VIe armée allemande, est brisée après une défense d'une journée.
Le lendemain, la IVe armée roumaine qui tient le flanc sud connaît le même sort face aux troupes du front de Stalingrad du général Ieremenko.
Simultanément, le front du Don du général Rokossovski presse les unités allemandes présentes dans Stalingrad pour empêcher leur sortie.
Le 23 novembre, les deux pinces de la tenaille se rejoignent à Kalatch, à 80 km à l'ouest de Stalingrad, parachevant l'encerclement de la ville.
L'ampleur et la rapidité du succès soviétique sont pour les Allemands une surprise totale : c'est la première fois que l'Armée rouge réussit une opération d'une telle ampleur et qu'elle utilise ses unités motorisées pour exploiter sa percée en profondeur.
Leurs premières réactions sont d'autant moins adaptées que non seulement ils sous-estiment la gravité de la situation mais que, lorsqu'ils en prennent conscience, Hitler n'est pas joignable : il a en effet pris du repos après les événements qui viennent de survenir à l'ouest : le débarquement américain en Afrique du Nord et l'invasion de la zone libre. Jusqu’à son retour à son Quartier général de Prusse-Orientale le 23 novembre, il n'est joignable que par téléphone et s'en tient d'autant plus facilement à son attitude de prédilection : le Standbefehl, l'ordre de tenir les positions acquises.
Cependant l'offensive soviétique s'essouffle vite et ses objectifs ne sont pas pleinement atteints : sur la pince nord, les défenses roumaines sont plus difficiles à percer que prévu et, bien que trop faibles pour stopper l'offensive, les réserves de l'Axe ralentissent et usent les unités de pointe soviétiques. Au centre, entre le Don et la Volga, les unités russes sont trop faibles pour percer, même localement, les défenses allemandes, ce qui permet aux forces de la VIe armée à l'est du Don de se replier en bon ordre et d'établir une solide défense à l'ouest de la poche de Stalingrad.
Fin novembre, il apparaît clairement que les forces soviétiques ne sont pas assez puissantes pour liquider rapidement les forces de l'Axe encerclées à Stalingrad, d'autant que ces dernières ont réussi à s'établir sur des lignes solides ; de plus l'encerclement extérieur n'est pas aussi fermement tenu que prévu, notamment à l'ouest du Don sur la rivière Tchir où les Allemands conservent des têtes de pont encore menaçantes, en dépit de leur faiblesse.

### De l'isolement des forces de l'Axe à leur capitulation

#### Le problème allemand du ravitaillement

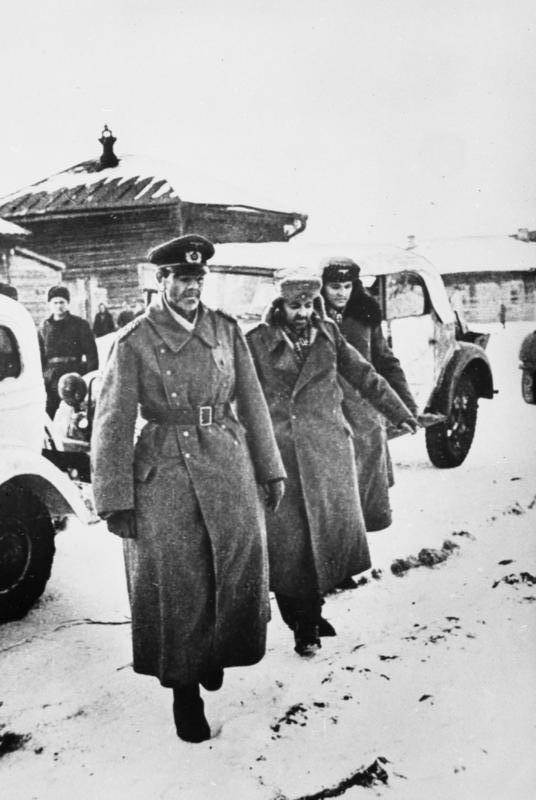
Paulus (au premier plan) après sa capture.

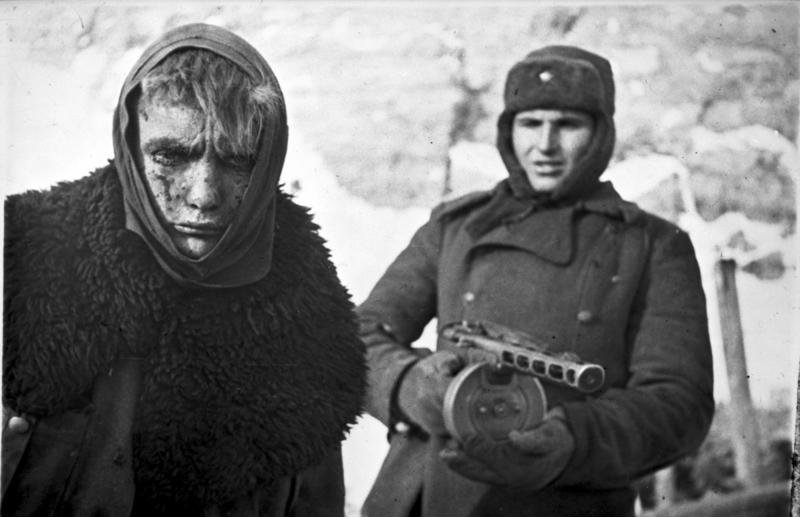
Prisonnier de guerre allemand.

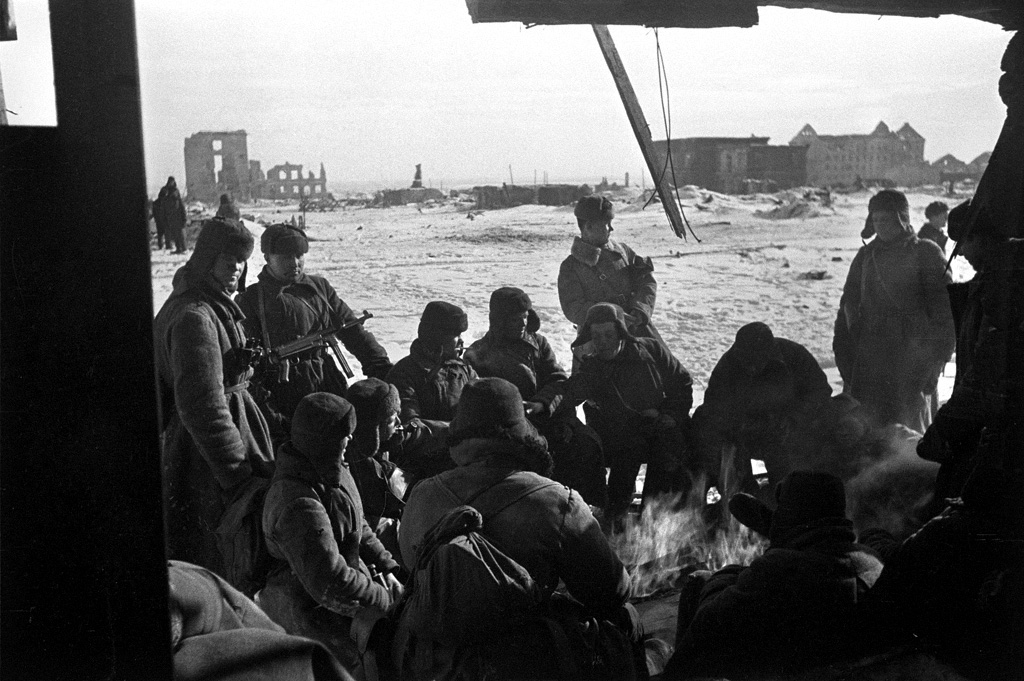
Soldats soviétiques se réchauffant autour d'un feu à Stalingrad, 7 janvier 1943.

Le 21 novembre, renvoyé dans Stalingrad assiégé avec ordre de maintenir une position défensive, Paulus estime qu'il ne lui reste que six jours de vivres et de munitions. Cependant, quitter Stalingrad signifierait abandonner sur place tout le matériel lourd et près de 15 000 blessés pour entamer une retraite que le général Schmidt, chef d'état-major de Paulus, qualifie de « napoléonienne » en référence à la retraite de Russie. Mais après l'hésitation initiale, il demande dès le lendemain, avec l'appui de ses cinq généraux des corps d'armée, une percée immédiate.
La réponse de Hitler n'arrive que le 24 dans la matinée : la VIe armée ne doit pas perdre ses positions sur la Volga, ce qui l'oblige de fait à rester enfermée dans la « forteresse Stalingrad ».
Le ravitaillement des assiégés doit être assuré par la Luftwaffe, comme l'avait été celui de la poche de Demiansk l'hiver précédent. Paulus demanda 750 t/j de ravitaillement, Hermann Göring en a promis 550 tonnes, les généraux de la Luftwaffe estimèrent que l'aviation était en mesure de larguer 350 tonnes par jour. Mais la réalité est tout autre : comme l'avaient prévu dès le 21 novembre Richthofen et Martin Fiebig, le ravitaillement aérien des 290 000 hommes enfermés dans la ville était impossible. De fait, le pont aérien ne réussira qu'à apporter en moyenne 94 t/j sur la totalité du siège, voire seulement 60 tonnes vers Noël 1942. Début janvier, la ration quotidienne de pain est réduite à 50 grammes et 12 grammes de graisse ; on compte les premiers décès dus à la faim. L'action de la Luftwaffe, tant que les avions pourront se poser dans la poche, permettra d'évacuer environ 25 000 blessés.
Coupées de leurs arrières par la manœuvre d'encerclement opérée par les Soviétiques, les forces allemandes ne peuvent plus compter que sur elles-mêmes. Fin décembre, la perte des aérodromes de Tatzinskaïa et Morozovskaïa aggrave encore la situation. L'aviation allemande se voit en effet dans l'impossibilité d'organiser un pont aérien efficace et donc de fournir vivres, munitions et hommes. Cela, ajouté à la pression exercée par l'Armée rouge, rend la situation intenable.

#### L'échec de l'opération de dégagement et le développement de l'offensive soviétique

##### Contexte: situation débutdécembre 1942
Pour combler la brèche ouverte par l'opération Uranus, l'OKH met en place, le 22 novembre 1942, le groupe d'armées Don avec à sa tête le maréchal von Manstein. Il a pour objectif, dès sa création, d'endiguer puis de contre-attaquer pour dégager la VIe armée. Initialement constitué d'unités ad hoc, comme le détachement d'armée Hollidt, il commence à recevoir début décembre les renforts promis.
Du point de vue soviétique, par rapport à la planification initiale, le succès d’Uranus est incomplet :
- la VIe armée n'est pas détruite et les forces qui l'encerclent sont visiblement trop faibles pour atteindre ce but ;
- à l'ouest, les Allemands conservent des têtes de pont au nord de la Tchir (à Sourovikino et Rytchkovski) et à l'est du Don (sur la rive opposée du fleuve depuis Rytchkovski jusqu'à Nijni Tchir) ;
- au sud, la gare de Kotelnikovo, un important centre logistique, n'a pas été prise.

Cela laisse au Reich l'occasion de tenter une opération de dégagement de son armée encerclée, l'opération Wintergewitter, et remet en cause la suite de l'offensive soviétique : l'opération Saturne. Il va s'ensuivre une complexe série d'opérations entre les deux belligérants sur un large front depuis le Don moyen à l'ouest jusqu'à la Volga au sud avec pour enjeu le destin de la VIe armée.

##### L'échec russe devant Stalingrad
Fin novembre, les dernières unités de la VIe armée ont terminé leur repli sur les lignes de défense désignées par Paulus. Malgré trois tentatives fin novembre et début décembre, le front du Don et le front de Stalingrad ne parviennent pas à entamer le dispositif allemand.
Les Soviétiques réalisent progressivement qu'ils n'ont pas encerclé une centaine de milliers d'hommes, comme prévu, mais près du double.
Craignant une opération de secours, qui permettrait aux troupes de Paulus de lui échapper, la Stavka libère le 9 décembre la deuxième armée de la garde pour réduire la poche de Stalingrad au plus vite. Elle doit alors revoir les objectifs de l'opération Saturne à laquelle cette armée devait servir de fer de lance.

##### L'offensive soviétique sur la Tchir
Pressentant le danger des têtes de pont allemandes sur la Tchir, les Soviétiques renforcent la 5e armée blindée pour relancer son assaut sur le cours inférieur de la Tchir le 7 décembre.
Elle se heurte au XLVIIIe Panzerkorps et sa 11e Panzerdivision, montés en ligne dans la région en vue de participer à Wintergewitter. Pendant plus d'une semaine par d'intenses combats, ces unités mettent en échec toutes les tentatives de la 5e armée blindée.
Les Soviétiques réunissent alors une nouvelle armée, la 5e armée de choc, pour forcer la décision le long du Don. Alors que la 5e armée blindée fixe le XLVIII. Panzerkorps un peu plus à l'ouest (vers Sourovikino), la 5e armée de choc prend, les 13 et 14 décembre, les têtes de pont les plus menaçantes au confluent de la Tchir et du Don, ce qui coupe l'axe ouest de Wintergewitter.

##### Wintergewitter
L'opération de dégagement, Wintergewitter, est initialement prévue pour commencer le 8 décembre sur les deux axes possibles : depuis le sud par Kotelnikovo et depuis l'ouest par la tête de pont de Rychkovskiy, deux corps blindés doivent y être affectés : le XLVIIIe et le LVIIe Panzerkorps.
Des retards dans l'arrivée et le déploiement des renforts obligent à repousser l'opération de quatre jours et à la lancer avec moins de forces que prévu.
Le 12 décembre, l'offensive allemande commence sur le seul axe sud, avec deux divisions blindées : la 6e et la 23e et le soutien de forces restantes de la IVe armée roumaine. Après des succès initiaux contre la faible 51e armée, les forces allemandes atteignent et traversent l'Aksaï dans les deux premiers jours ; mais elles sont vite prises dans d'intenses combats contre deux corps blindés soviétiques envoyés en renfort. Ce n'est qu'avec l'arrivée de la XVIIe Panzerdivision qu'elles atteignent la Myshkova le 18 décembre, non sans avoir subi de lourdes pertes.
Pendant ce temps, les Soviétiques ont une nouvelle fois changé la mission de la 2e armée de la garde et l'ont redéployée à marche forcée et dans le plus grand secret au nord de la Myshkova pour stopper l'offensive allemande. Ce sont près de 120 000 hommes et 600 chars qui s'interposent entre le LVIIe Panzerkorps et la VIe armée.
De plus l'opération Petit Saturne déclenchée le 16 décembre, sur le cours moyen du Don, s'avère être un succès et menace les voies de ravitaillement du LVIIe Panzerkorps.
Pour le haut commandement allemand le passage de la Myshkova, dernier obstacle naturel avant Stalingrad, a donc des allures de course contre la montre. Cependant, en 3 jours de combats furieux le LVIIe Panzerkorps n'enregistre aucun progrès au nord de la rivière.
Le 23 décembre, la VIe Panzerdivision est envoyée à l'ouest pour tenter d'endiguer la percée soviétique sur le Don, trop tard pour empêcher la prise de Tatsinskaïa, le principal aérodrome pour le ravitaillement des assiégés de Stalingrad, qui tombe le 24 décembre. Dès lors toute tentative de sortie devient matériellement impossible. L'opération Wintergewitter est suspendue le 24 décembre.
Le même jour, la 51e armée et la 2e armée de la garde, qui viennent de regrouper leurs corps blindés, lancent l'opération Kotelnikovo. Elles reprennent la ville le 29 décembre.
Cette avancée permet à la 2e armée de la garde et à la 5e armée de choc de lancer 28 décembre l'opération Tormosin : un enveloppement par l'est, en attaquant à travers le Don, des défenses allemandes sur la Tchir. La ville tombe le 31 décembre.
Ces deux opérations repoussent les lignes allemandes d'une centaine de kilomètres de part et d'autre du Don et mettent fin aux espoirs de Hitler de reprendre l'opération de dégagement.

##### Donnerschlag
Donnerschlag est la grande controverse de la bataille de Stalingrad. Cette opération avortée devait être la sœur de Wintergewitter ; elle consistait en une sortie des assiégés pour rejoindre l'opération de secours.
Elle est longuement discutée entre les généraux allemands lorsque le LVIIe corps blindé allemand atteint la Myshkova (ru). Cependant ni Manstein, ni Paulus ne donnent l'ordre de sortir de Stalingrad, ce qui, à ce stade, aurait dû être fait sans l'assentiment de Hitler.
L'opération a bien été préparée par l'état-major de la VIe armée, qui avait regroupé, malgré le manque de carburant, ses principales unités blindées dans l'angle sud-ouest de la poche. Une version renforcée a même été travaillée au-delà de Wintergewitter.
Cependant, d'après les analyses modernes, notamment celle de David Glantz, les généraux allemands avaient tout lieu de croire que, si elle avait été lancée, une telle opération aurait été vouée à l'échec :
- la VIe armée est épuisée, ses unités combattantes sont saignées à blanc par un mois de combats défensifs. Les troupes assiégées sont majoritairement composées d'éléments des services arrière, sur 250 000 hommes on ne compte que 25 000 combattants. Si les hommes des services arrières peuvent être armés et tenir le terrain, ils n'ont pas les capacités pour conduire des opérations offensives. Si bien que sur les 22 divisions présentes dans la poche, une seule est encore considérée comme capable de mener des opérations offensives d'envergure limitée, 19 sont considérées comme ne pouvant mener que des opérations défensives d'envergure limitée ;
- regrouper les meilleurs éléments pour pouvoir tenter un assaut, implique de dégarnir la ligne de défense alors que cette ligne est soumise à une intense pression. La poche étant de dimensions réduites, ces mouvements ne peuvent donc passer inaperçus, et entraîneraient une recrudescence des attaques et un renforcement des défenses dans la direction probable de l'assaut. Une rupture de la ligne de défense, rendue probable par le retrait des éléments les plus combatifs, entraînerait des pertes sévères voire la destruction de l'armée ;
- les unités blindées manquent de carburant à cause de la faiblesse du pont aérien censé les ravitailler ; elle ne pourront donc combattre que quelques heures puis devront être sabotées. Les unités allemandes devront ensuite tenter de percer à pied, face à des unités soviétiques disposant de blindés. De plus il n'y a pas de munitions en quantité suffisante pour réaliser une préparation d'artillerie convenable avant l'assaut ;
- les unités devant réaliser la percée sont soumises dès leur mise en position à d'intenses bombardements aériens, ce qui cause de lourdes pertes et ralentit leurs mouvements ;
- les unités d'infanterie manquent de la mobilité nécessaire : leurs chevaux ont été envoyés dans des quartiers d'hiver avant l'offensive soviétique et une bonne partie de ceux qui restent dans la poche ont été mangés. En admettant que la percée réussisse, cela les obligerait à abandonner tout leur matériel de soutien ; tout particulièrement l'artillerie antichar indispensable pour affronter les blindés soviétiques qu'elles ne manqueraient pas de rencontrer une fois sorties de la ville. Elles seraient alors détruites en rase campagne ;
- les 300 000 hommes de Paulus n'ont pas de matériel de pontage et devraient traverser le pont de Kalatch ce qui leur prendrait en soi plusieurs semaines, en admettant qu'elles le capturent intact ! Le seul autre axe de percée, au sud-ouest, a été fortement renforcé par le front du Don ;
- Paulus comme Manstein savent que dans ces conditions la percée ne peut se faire qu'en abandonnant Stalingrad ce qui va à l'encontre des ordres de Hitler, qui, en 1942 n'apparaît pas encore comme un dangereux jusqu'au-boutiste.

Par ailleurs, l'incapacité du LVIIe Panzerkorps à passer la ligne de la Myshkova, qui est considérée comme hors de portée de la VIe armée dans l’autre sens, est un frein majeur au déclenchement de Donnerschlag.
Ce sont donc des motifs rationnels qui poussent l'un à ne pas couvrir son subordonné et l'autre à ne pas prendre une initiative hautement risquée, d'autant que tous deux ont conscience que la « forteresse Stalingrad » fixe sept armées soviétiques, bien plus que ce que pourraient faire une poignée de rescapés sans matériel.
Enfin, bien que ce point reste inconnu du commandement allemand jusqu'au 25 décembre, c'est-à-dire après la fin de Wintergewitter, la présence dans la zone de la 2e armée de la garde, la plus puissante des armées soviétiques, à son plein potentiel, rend à elle seule hautement improbable tant le succès de Donnerschlag que celui d'une poursuite de Wintergewitter, même avec la VIe division blindée.

#### Combats dans la poche et reddition
L'offensive de la 2e armée de la garde, qui repousse les forces de l'Axe au-delà de Kotelnivo, met fin aux espoirs de Hitler de lancer une nouvelle offensive de dégagement une fois les renforts nécessaires réunis. La Stavka revoit donc son organisation et ses plans : les sept armées réunies autour de la poche passent sous le commandement du front du Don du général Rokossovski, pendant que Ieremenko et son front du Sud prend en charge l'offensive vers Rostov. La suppression de la poche de Stalingrad, n'étant plus l'objectif prioritaire qu'elle était un mois auparavant, est conçue pour économiser les moyens humains et en limiter les pertes ; les Soviétiques s'appuient donc le plus possible sur leur puissance de feu : blindés, aviation et surtout artillerie. La coordination avec la Stavka est d'ailleurs assurée par le général Voronov, le chef de l'artillerie soviétique.
Le 8 janvier, Constantin Rokossovski offrit aux Allemands la possibilité de se rendre de façon honorable et promit des rations suffisantes, des soins aux blessés et un rapatriement en Allemagne après la guerre, en échange de quoi les Allemands céderaient tout leur équipement intact. Mais l'offre fut refusée. Les troupes de la RKKA (Rabotche-Krestianskaïa Krasnaïa Armïa – « l'Armée rouge des ouvriers et paysans ») procèdent alors au morcellement des unités adverses en coupant le secteur sud de Stalingrad du secteur nord.
Alors que les combats touchaient à leur fin, Hitler promut Paulus Generalfeldmarschall le 30 janvier 1943, sans doute pour le décourager de toute reddition : aucun maréchal de l'armée allemande ne s'étant jamais rendu, Hitler attendait de Paulus qu'il se suicidât plutôt que de tomber aux mains de l'ennemi.
La découverte par les Soviétiques de Paulus et de son état-major, cachés dans une cave, accélère la capitulation des forces allemandes qui eut lieu le 31 janvier pour le secteur sud et le 2 février 1943 pour le secteur nord. Le 31 janvier, Paulus a signé la reddition des forces allemandes au quartier général de la 64e armée qui était installé à Bektovka dans le sud de Stalingrad. Paulus en personne donne à ses troupes l'ordre de se rendre.

#### Le sacrifice de la 6e armée évite l'effondrement total du front méridional allemand
En dépit de sa capitulation le 31 janvier, la VIe armée a permis le maintien ainsi que le renforcement du front méridional allemand notamment à Rostov-sur-le-Don. En effet la situation générale du groupe d'armées Don le 21 décembre 1942 est particulièrement critique : le 16, l'opération Saturne menace de couper les voies de communication entre le groupe d'armées A et le groupe d'armées Don ce qui aurait pour conséquence un danger extrême sur toute l'aile méridionale du front allemand. La sauvegarde de ces groupes d'armées (1,5 million d'hommes) l'emportait sur celle de la VIe armée.
Dès lors le destin de Paulus était scellé. La résistance de son armée devait permettre à celles du Caucase d'atteindre Rostov-sur-le-Don à temps pour éviter un isolement du reste du front allemand qu'aurait produit une reddition prématurée. Cela ne laisse aucun doute lorsque l'on se penche sur la répartition des forces sur les différents fronts : à la fin novembre 1942, sur 143 grandes unités soviétiques en face du groupe d'armées Don 60 d'entre elles sont fixées par la résistance allemande à Stalingrad et à la mi-janvier des renforts soviétiques font monter les effectifs à 250 grandes unités dont 90 occupées à Stalingrad,. Une capitulation de la VIe armée au début du mois de janvier aurait mis en péril les groupes d'armées Don et A depuis la percée soviétique dans le secteur de la 2e armée hongroise provoquant une brèche de plusieurs centaines de kilomètres. C'est donc au prix de la 6e armée et du refus de la capitulation par Hitler que le front méridional allemand a pu tenir privant également l'Armée Rouge d'une victoire d'anéantissement qui aurait eu des conséquences sur la poursuite de la guerre autrement dramatiques pour l'Allemagne nazie. 

## Conséquences

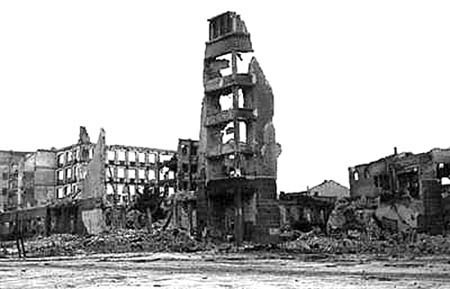
Un aspect de Stalingrad après la bataille.

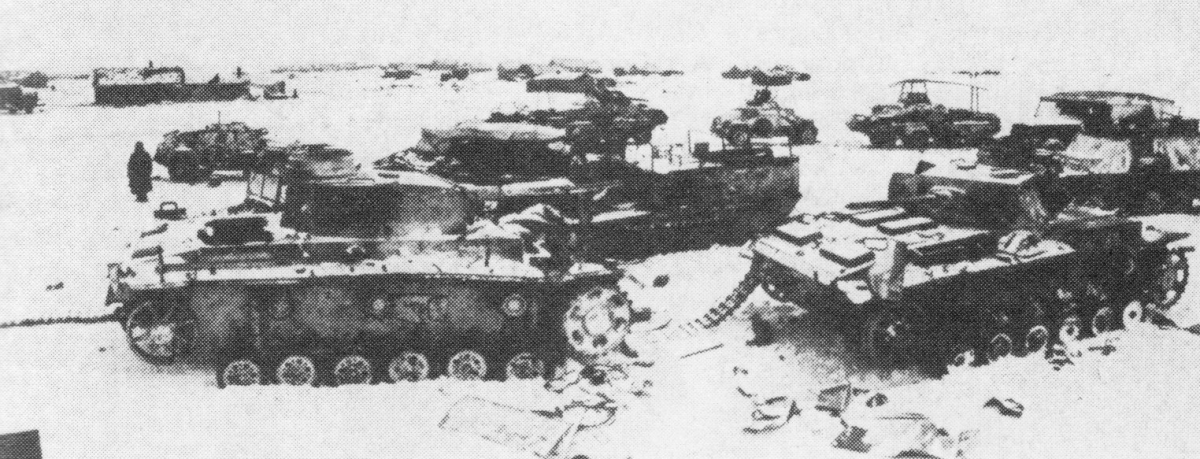
Équipement militaire allemand mis hors de combat à Stalingrad.

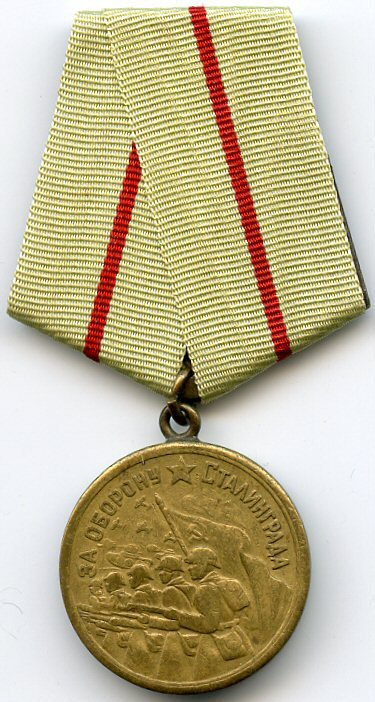
Quelque 759560 soldats et civils soviétiques se virent décerner cette médaille (Pour la Défense de Stalingrad), établie le 22 décembre 1942 par décret du Præsidium du Soviet suprême.

### Pertes
La bataille de Stalingrad est l'une des plus sanglantes et des plus coûteuses en vies humaines de toute l'histoire militaire avec presque 2 millions de victimes.
En 2018, dans l'Infographie de la Seconde Guerre mondiale, les historiens Jean Lopez, Nicolas Aubin, Vincent Bernard donnent les bilans suivants à propos de la bataille de Stalingrad : 478 741 morts et 650 878 blessés pour les Soviétiques ; 264 301 morts ou blessés et 60 000 prisonniers pour les Allemands ; 89 838 morts, 43 282 blessés et 64 000 prisonniers pour les Italiens ; 70 000 morts ou blessés et 50 000 prisonniers pour les Roumains ; 47 000 morts ou blessés et 70 000 prisonniers pour les Hongrois. Environ 100 000 civils soviétiques auraient également été tués ou blessés.
Concernant le matériel terrestre, les Soviétiques perdent 3 000 chars ou véhicules, les Allemands 500, les Roumains 105, les Hongrois 179 et les Italiens 55. Pour les avions, les Soviétiques perdent 2 000 appareils, les Allemands 650, les Roumains 50 et les Italiens 56.
Dans la ville même et ses environs, les Soviétiques auraient relevé 150 000 cadavres allemands d’après Tchouïkov.

### Prisonniers
Le 2 février 1943, plus de 91 000 Allemands survivants se rendent, dont 2 500 officiers, 24 généraux et un maréchal : Paulus. C'est la première fois de l'histoire militaire allemande qu'un officier de ce rang est capturé.
Parmi ces officiers prisonniers on trouvera les fondateurs de la Bund Deutscher Offiziere, un groupe anti-nazi dont le premier président fut Walther von Seydlitz-Kurzbach, général commandant le LI. Armeekorps, l'unité chargée de prendre Stalingrad… Ce groupe sera rejoint plus tard par Paulus lui-même.
L'armée soviétique n'avait rien prévu de spécifique pour accueillir ces prisonniers et « près de la moitié [des prisonniers] étaient morts au printemps 1943 », victimes d'un mélange de causes « impossibles à déterminer » entre « état […] pitoyable [des soldats lors de leur capture], mauvais traitements systématiques […] et défaillances logistiques ». Ce dernier point, principalement l'absence de nourriture, a joué un rôle important dans les décès initiaux des premières semaines, « les autorités soviétiques ne fourni[ssant] pas la moindre ration aux prisonniers ». Pendant cette première période, le gros des morts survint dans les hôpitaux de campagne ou dans ce que Antony Beevor qualifie de « marches de la mort » vers les camps. « Des soldats allemands aussi bien que des soldats roumains eurent recours au cannibalisme pour rester en vie ».
L'arrivée du printemps 1943 ralentit le rythme des morts mais sans le stopper. Pendant toute leur captivité, qui pour certains dura jusqu'en 1954, « plus de 95 % des hommes de troupe et des sous-officiers périrent, ainsi que 55 % des officiers subalternes, alors que le taux de mortalité ne fut que de 5 % chez les officiers supérieurs. […] Le traitement privilégié dont bénéficièrent les généraux est révélateur du sens féroce de la hiérarchie existant en Union soviétique ». De la VIe Armée allemande totalisant 260 000 soldats, 91 000 ont survécu au froid, à la faim et aux tueries ; ils furent faits prisonniers et il ne restera que 6 000 survivants après la guerre (soit à peine 2 % de survivants seulement).

### Conséquences stratégiques
Stratégiquement, l'encerclement de Stalingrad eut aussi pour effet une grave menace pesant sur les communications des troupes allemandes engagées dans le Caucase, ce qui entraîna leur retraite et leur rétablissement sur les lignes d'avant l'offensive du printemps 1942. L'Allemagne perdit donc le bénéfice de sa campagne de 1942. Cette bataille est le « tournant de la guerre », décisif de la Seconde Guerre mondiale : une victoire à Stalingrad aurait ouvert à l'Allemagne la route au pétrole du Caucase. La défaite allemande à Stalingrad sauve l'URSS et du même coup pousse l'Allemagne dans le cycle de la retraite et de la défaite.

### Changements militaires et diplomatiques pour l'Axe
D'un point de vue politique, Stalingrad ébranle l'Axe en profondeur. Les Allemands perçoivent les défaites de l'hiver 1942-1943 (opération Uranus, opération Saturne, offensive Ostrogojsk-Rossoch) comme une défaillance de leurs alliés au sein de l'Axe, alors que le rétablissement, à la suite de la troisième bataille de Kharkov, est la preuve de la vigueur persistante de l'armée allemande. À l'inverse, les pertes énormes subies par leurs alliés doublées du mépris, voire de l'hostilité dont font preuve les Allemands à leur égard, fait apparaître l'Axe comme un système imposé au seul bénéfice de l'Allemagne nazie. On assiste dès lors à un désengagement progressif des alliés du Reich, qui se traduit dans un premier temps par une participation militaire de plus en plus restreinte. Ce point rendra d'autant plus criantes les carences en personnel de la Wehrmacht, dont les objectifs seront de plus en plus limités, à commencer par ceux de l'offensive d'été 1943.
Nombre de divisions de l'Axe sur le front de l’Est
| -        | 1942 | 1943 |
| -------- | ---- | ---- |
| Italie   | 10   | 0    |
| Hongrie  | 17   | 3    |
| Roumanie | 27   | 8    |

Moins visible, mais plus marquant encore : c'est à partir de cette date que les gouvernements roumain, finlandais et hongrois ainsi que des cercles dirigeants italiens prennent contact avec les gouvernements alliés pour préparer leur sortie de la guerre et minimiser les conséquences de la défaite qu'ils pressentent tous désormais, car après cette défaite allemande, de nombreux haut placés allemands ont su que les nazis perdraient la Seconde Guerre mondiale.

### Impact psychologique
D'un point de vue psychologique, la victoire soviétique met fin au mythe de l'invincibilité allemande. C'est la première fois que l'Armée rouge est capable de mener une offensive victorieuse à une si grande échelle, sur une telle durée et avec un résultat aussi marquant que la destruction des 22 divisions encerclées dans Stalingrad. Cela a un retentissement majeur sur le moral des Soviétiques.
En Allemagne, où Stalingrad n'est plus mentionné dans les bulletins d'information depuis des mois, la capitulation de Paulus est un choc : les programmes ordinaires sont interrompus pour faire place à son annonce et un deuil national de trois jours est décrété.
Le moral allemand est gravement atteint, chez les militaires qui prennent conscience que la victoire n'est plus possible à l'Est et chez les civils qui, pour la première fois, voient s'écorner le mythe de l'infaillibilité du Führer et de son génie militaire. La défaite de Stalingrad motive les résistants allemands au nazisme à perpétrer des actes spectaculaires à partir du printemps 1943, comme le lâcher public de tracts du groupe résistant La Rose blanche ou la préparation des premiers attentats contre Hitler par le cercle militaire regroupé autour de Henning von Tresckow.
Hitler est gravement affecté par cette défaite. Dans les mois qui suivent la défaite de Stalingrad, ses apparitions publiques se font plus rares, il laisse pour la première fois le soin à un autre de prononcer le discours d'anniversaire de son arrivée au pouvoir, car c'est Joseph Goebbels qui prononce le discours du Sportpalast.